# Salzgitter
Salzgitter is een kreisfreie Stadt in de Duitse deelstaat Nedersaksen. De stad telt 103.866 inwoners (31 december 2020) op een oppervlakte van 224,49 km². Op 31 december 2020 had 20,01% van de inwoners een niet-Duits staatsburgerschap (20.785 niet-Duitsers). De huidige burgemeester is Frank Klingebiel (CDU).

## Indeling van de stad

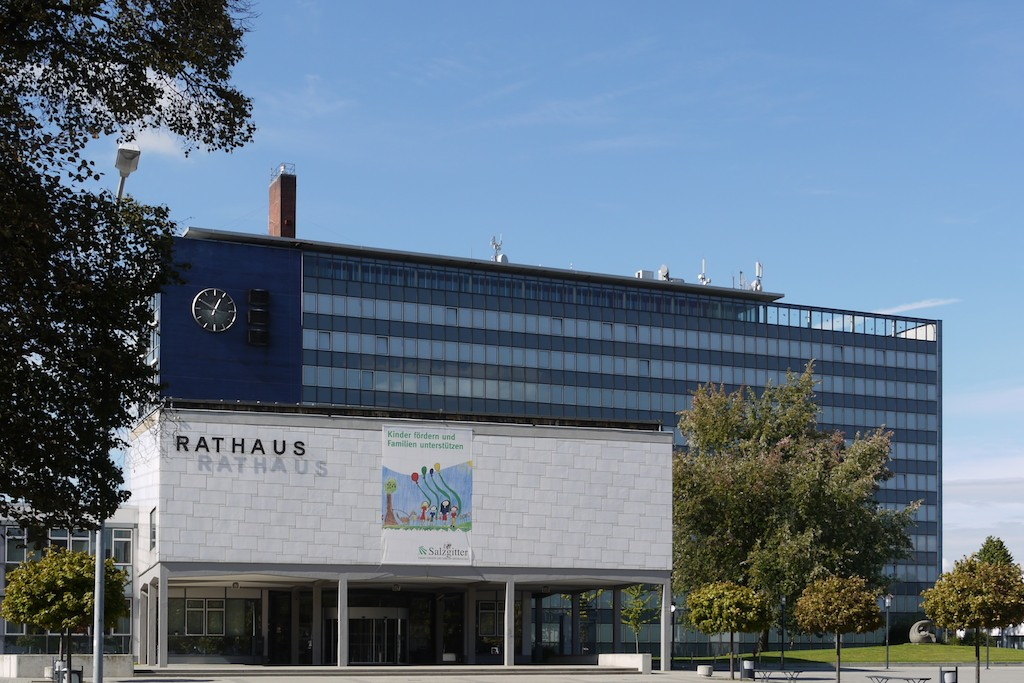
Gemeentehuis (1963)
Stadsdelen van Salzgitter
Bebouwing in Salzgitter

| Stadsdeel          | Oppervlakte in ha | Aantal inwoners (dec. 2023) | Bev.- dichth. in inw./km² |
| ------------------ | ----------------- | --------------------------- | ------------------------- |
| Ortschaft Nord     | 2.795,2           | 48.829                      | 1.747                     |
| Bruchmachtersen    | 155,5             | 770                         | 495                       |
| Engelnstedt        | 448,3             | 743                         | 166                       |
| Lebenstedt         | 1.372,8           | 45.945                      | 3.347                     |
| Salder             | 818,6             | 1.371                       | 167                       |
| Ortschaft Nordost  | 3.250,4           | 12.461                      | 383                       |
| Beddingen          | 923,2             | 477                         | 52                        |
| Sauingen           | 423,6             | 413                         | 97                        |
| Thiede             | 1.226,4           | 10.796                      | 880                       |
| Üfingen            | 677,2             | 775                         | 114                       |
| Ortschaft Nordwest | 3.334,8           | 5.436                       | 163                       |
| Lesse              | 1.249,7           | 1.077                       | 86                        |
| Lichtenberg        | 883,3             | 3.322                       | 376                       |
| Osterlinde         | 754,6             | 385                         | 51                        |
| Reppner            | 447,2             | 652                         | 146                       |
| Ortschaft Ost      | 2.558,1           | 3.519                       | 138                       |
| Bleckenstedt       | 531,8             | 605                         | 114                       |
| Drütte             | 454,9             | 401                         | 88                        |
| Hallendorf         | 340,2             | 1.837                       | 540                       |
| Immendorf          | 230,5             | 394                         | 171                       |
| Watenstedt         | 1.000,7           | 282                         | 28                        |
| Ortschaft Süd      | 3.703,2           | 24.923                      | 673                       |
| Salzgitter-Bad     | 1.923,3           | 21.393                      | 1.112                     |
| Gitter             | 298,4             | 771                         | 258                       |
| Groß Mahner        | 632,1             | 519                         | 82                        |
| Hohenrode          | 127,6             | 187                         | 147                       |
| Ringelheim         | 721,8             | 2.053                       | 284                       |
| Ortschaft Südost   | 3.359,0           | 3.506                       | 104                       |
| Barum              | 669,9             | 681                         | 102                       |
| Beinum             | 624,0             | 487                         | 78                        |
| Flachstöckheim     | 456,4             | 1.030                       | 226                       |
| Lobmachtersen      | 818,5             | 799                         | 98                        |
| Ohlendorf          | 790,2             | 509                         | 64                        |
| Ortschaft West     | 3.392,7           | 8.791                       | 259                       |
| Calbecht           | 321,4             | 270                         | 84                        |
| Engerode           | 95,3              | 244                         | 256                       |
| Gebhardshagen      | 2.123,8           | 6.902                       | 325                       |
| Heerte             | 852,2             | 1.375                       | 161                       |
| Salzgitter         | 22.393,0          | 107.465                     | 480                       |

Bron bevolkingscijfers: Gemeente-administratie Salzgitter. Deze cijfers kunnen afwijken van die van de hand van hogere instanties; zo kunnen tweede-woningbezitters en tijdelijk verblijvende asielzoekers e.d. zijn meegeteld.
Het gemeentehuis staat in stadsdeel Lebenstedt.

## Geografie

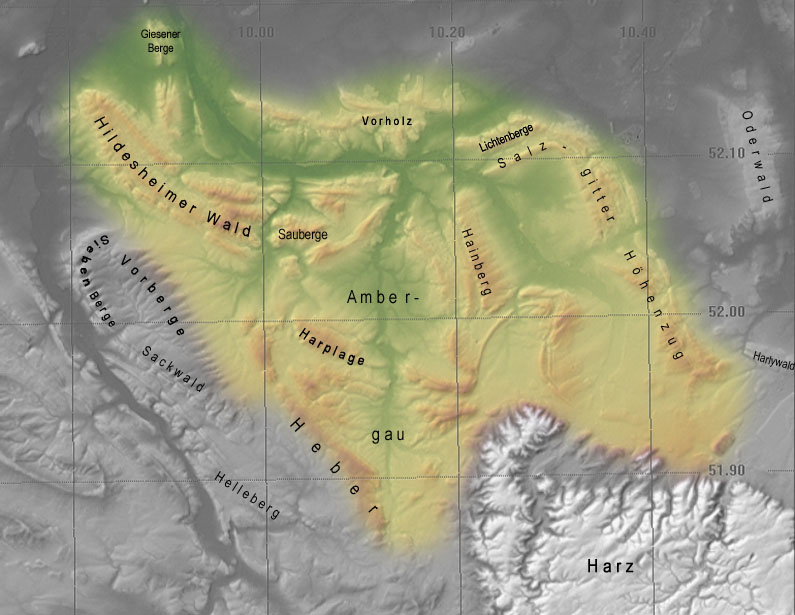
Innerste-Bergland; rechtsboven de Salzgitter Höhenzug
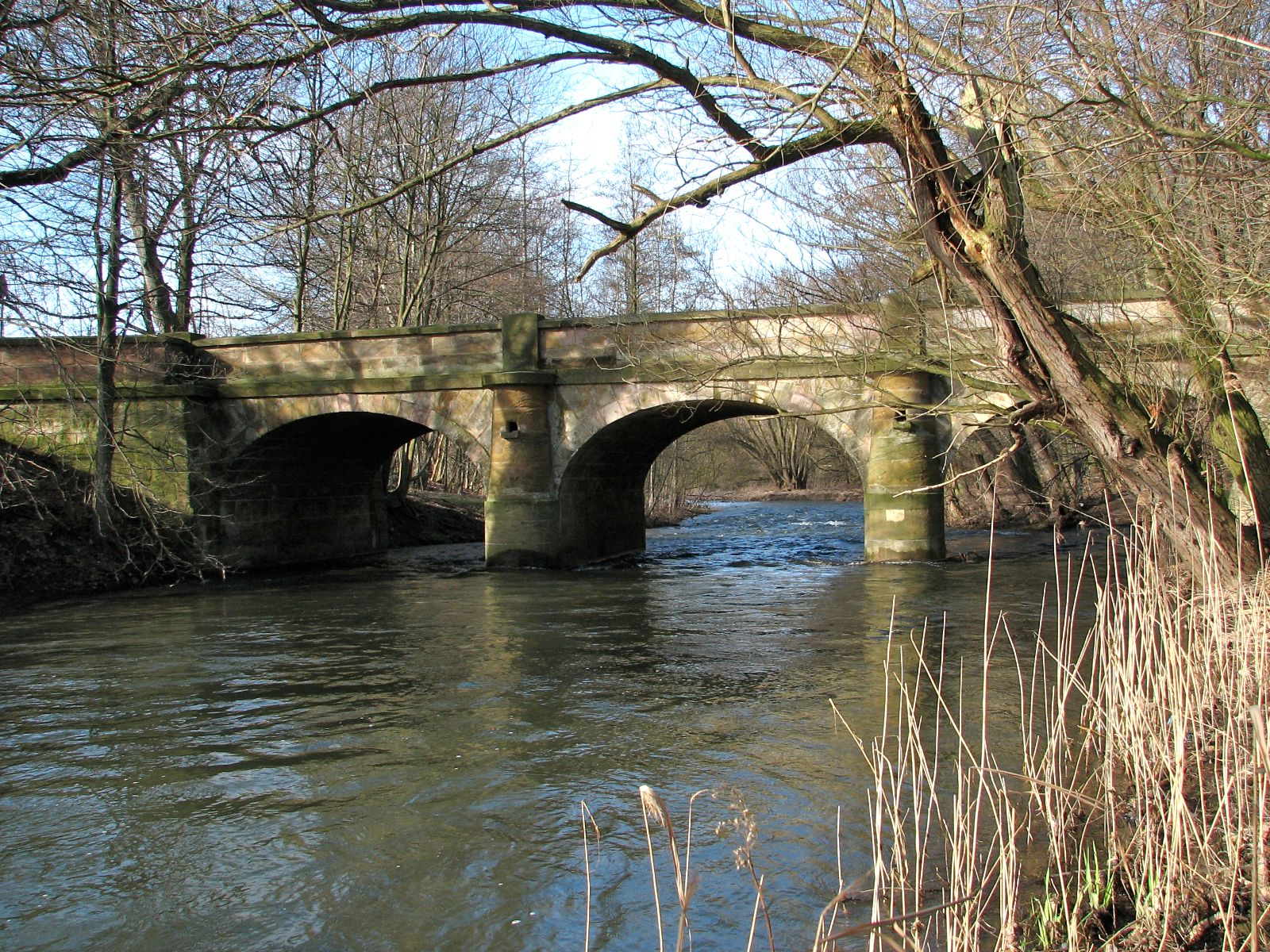
Brug (Franzosenbrücke) over de Innerste bij het stadsdeel Hohenrode van Salzgitter

De (uitgestrekte) gemeente ligt in een licht heuvelachtig, met löss bedekt gebied, ongeveer 20-30 km ten noorden van het Harzgebergte. Een belangrijk deel van het gemeentegebied bestaat nog uit tussen de dorpen in gelegen boerenland. In de gemeente ligt een groot deel van de tot 322 meter boven zeeniveau uitrijzende heuvelrug Salzgitter Höhenzug, die rijk aan zout, kalksteen en ijzererts is geweest. Door de gemeente stroomt de Fuhse, en langs Hohenrode, in het uiterste zuidwesten, de Innerste. Deze rivieren zijn allebei zijriviertjes van de Aller, en zijn niet bevaarbaar.

### Naburige steden
- Braunschweig, direct aan de noordkant
- Wolfenbüttel, direct aan de oostkant
- Hannover, 50 km noordwestelijk
- Goslar en Bad Harzburg, 18-25 km zuidelijk

## Infrastructuur

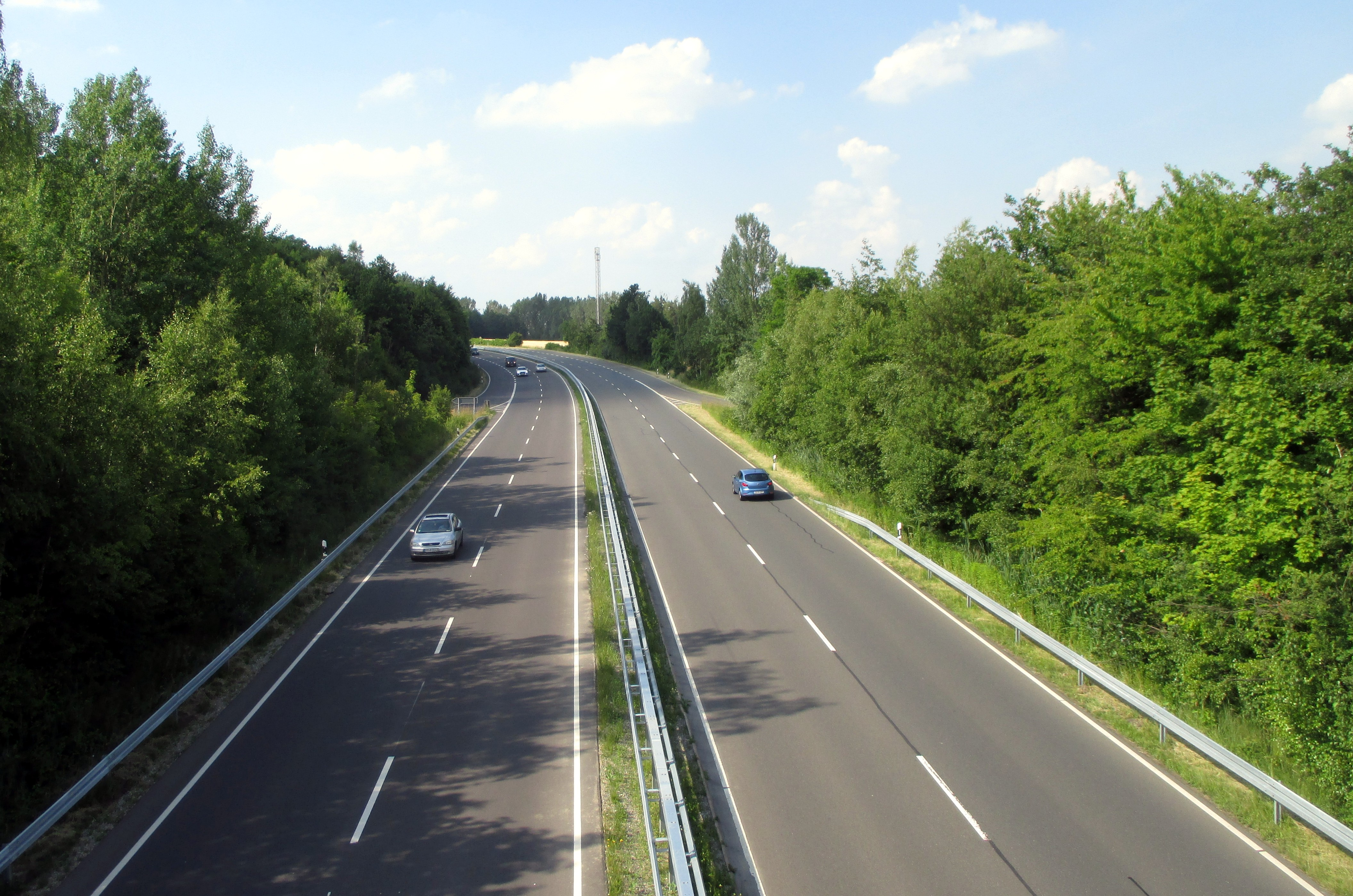
Nord-Süd-Straße
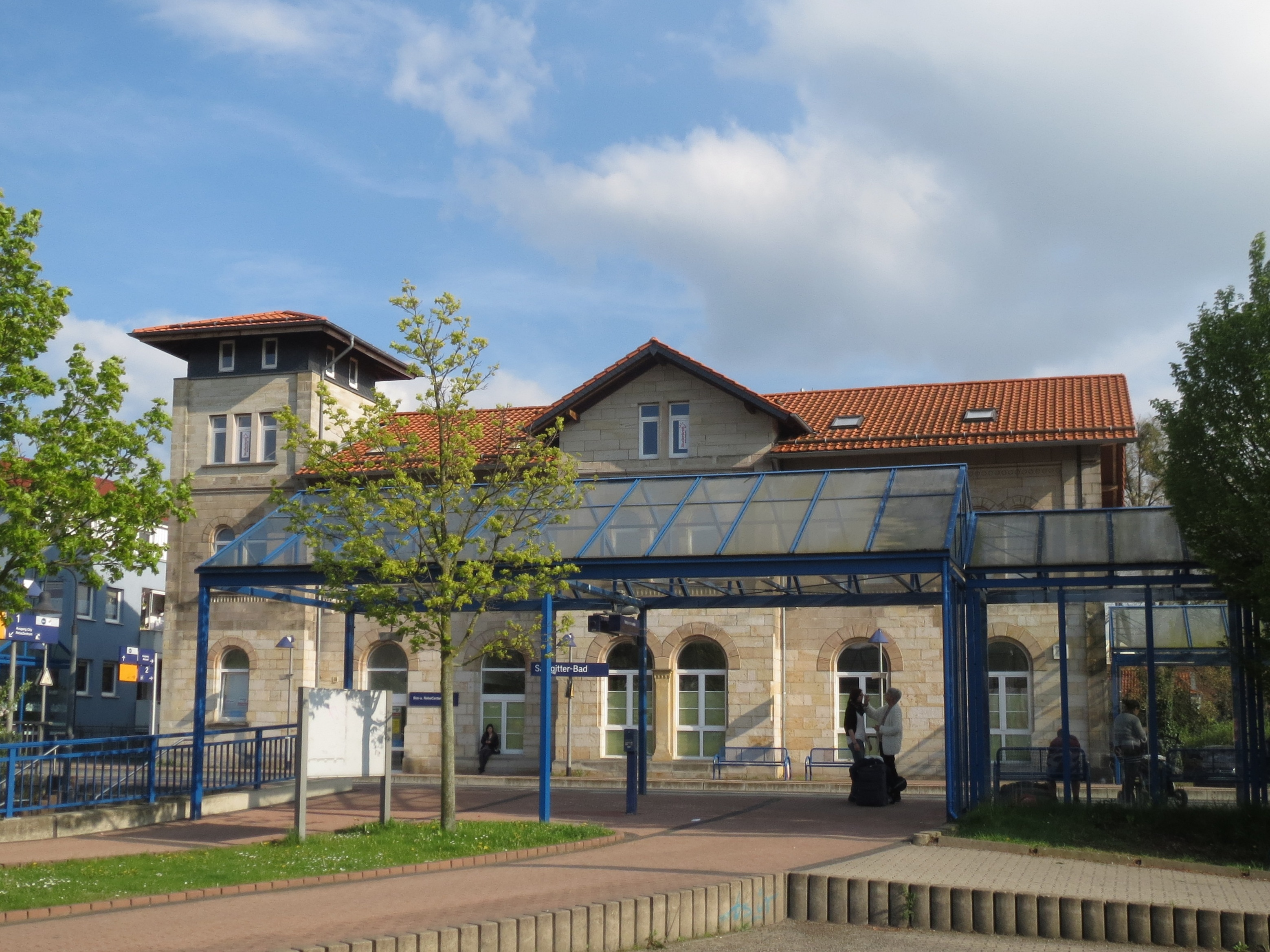
Station Salzgitter-Bad (1857)
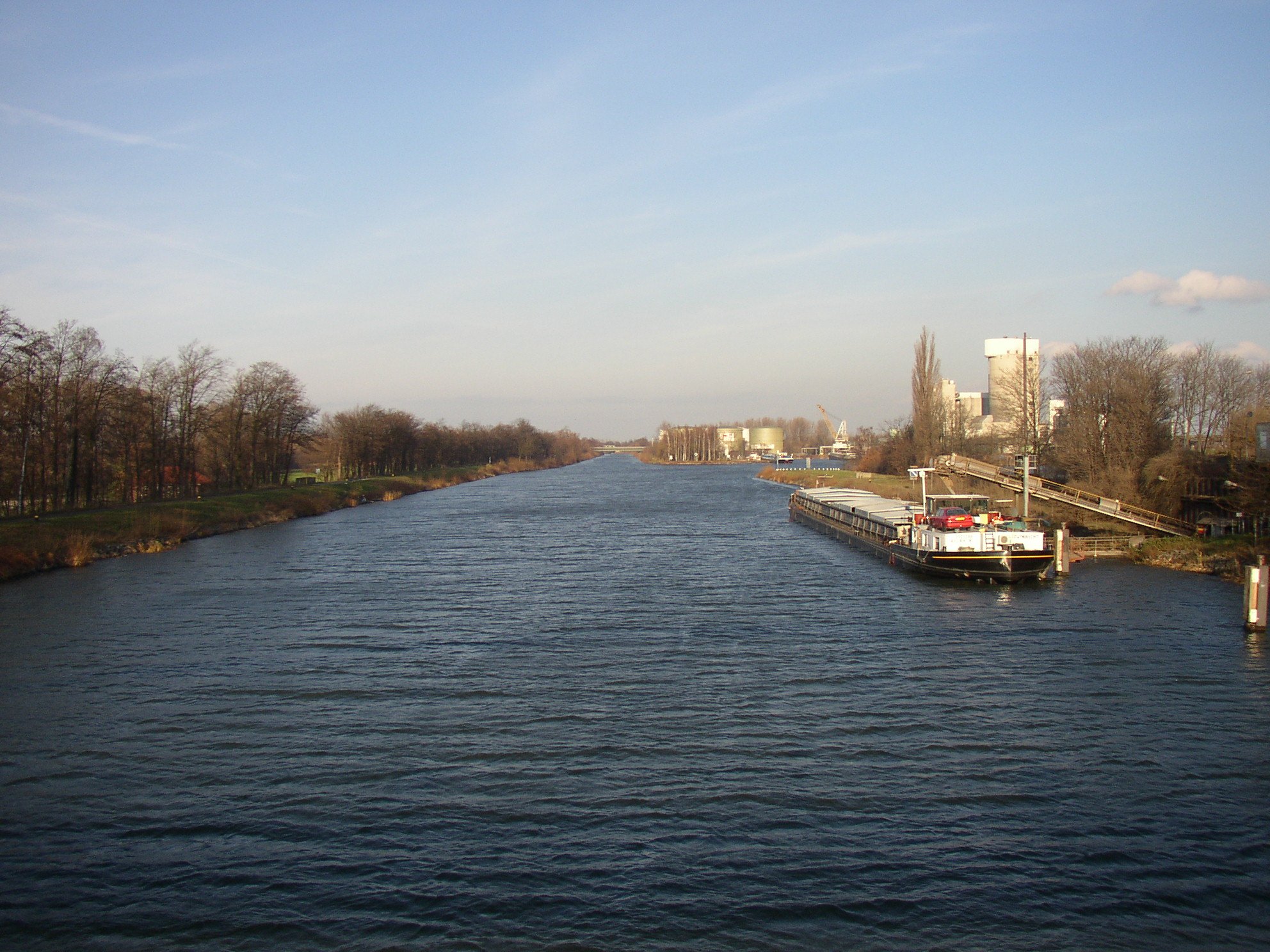
Stichkanal Salzgitter
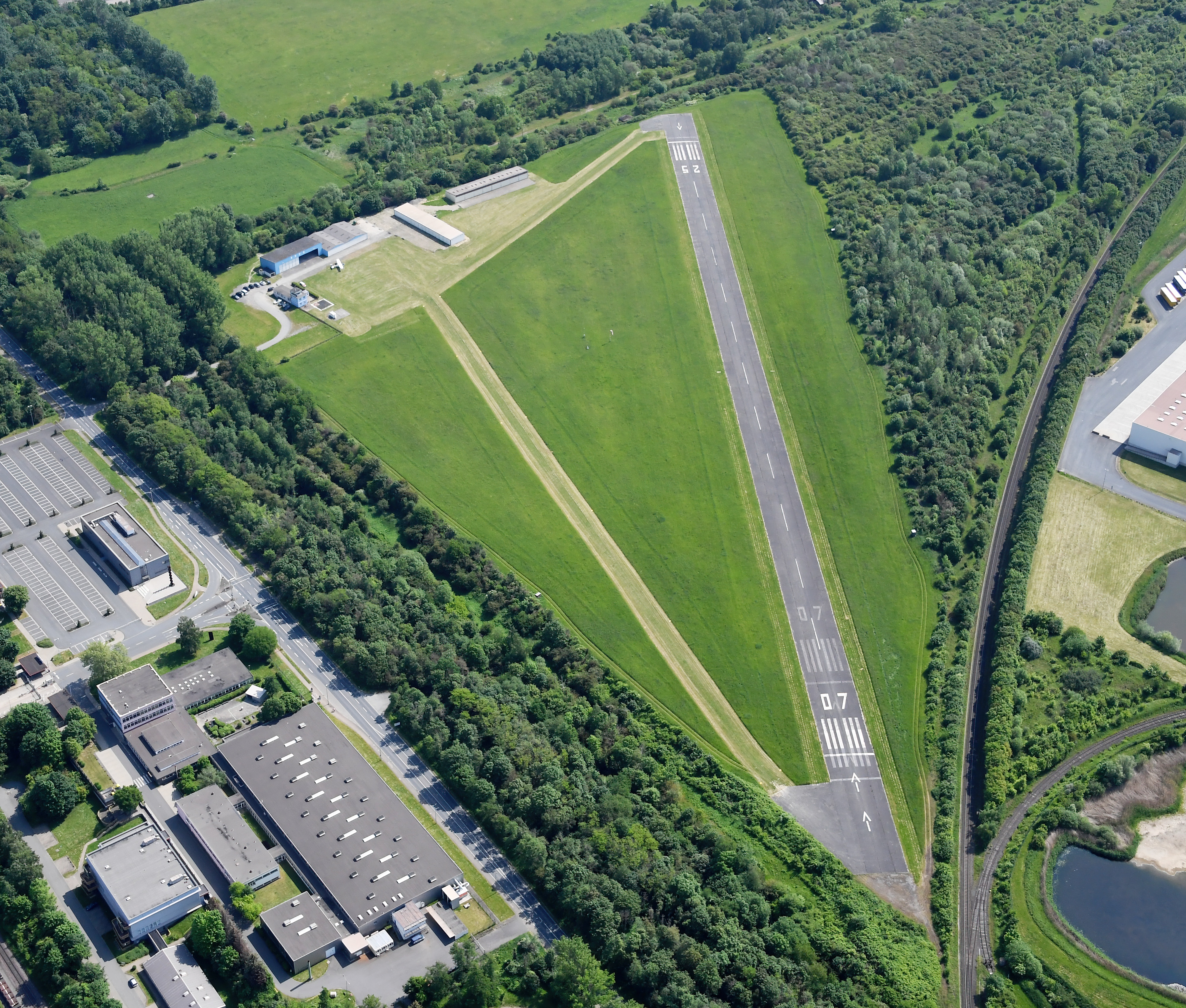
Vliegveld

De belangrijkste verkeerswegen in en om Salzgitter zijn:
- de Autobahn A 39, die van zuidwest naar noordoost dwars door de gemeente loopt; afritten 38 (Thiede) t/m 42 (Lichtenberg) liggen binnen de gemeentegrenzen.
- de Bundesstraße 248 (Braunschweig - Seesen), die in noord-zuid-richting langs de oostelijke stadsdelen van Salzgitter loopt
- niet ver ten oosten daarvan, door de gemeente Wolfenbüttel, loopt de Autobahn A 36 Braunschweig-Vienenburg

Salzgitter ligt aan verschillende spoorlijnen:
- Spoorlijn Leiferde - Salzgitter Bad (1)
- Spoorlijn Salzgitter-Drütte - Derneburg (2)
- Spoorlijn Hildesheim - Goslar (3)
- Spoorlijn Helmstedt - Holzminden (4).

Er zijn dan ook maar liefst zeven stations en treinhaltes.
- Station Salzgitter Bad aan (1) en (4)
- Station Salzgitter-Drütte aan (2), hier stoppen alleen goederentreinen
- Station Salzgitter-Immendorf aan (2)
- Station Salzgitter-Lebenstedt aan (2) en (3)
- Station Salzgitter-Ringelheim aan (3) en (4)
- Station Salzgitter-Watenstedt aan (2)
- Station Salzgitter-Thiede aan (1)

Lokaal busvervoer is beperkt. Om per bus van het ene stadsdeel van Salzgitter naar het andere te reizen, moet men via het station van Braunschweig omrijden en een deel van de reis per trein maken,waardoor men bijvoorbeeld van SZ-Bad naar SZ-Thiede (ca. 18 km) meer dan een uur reistijd heeft. Fietsen gaat veel sneller. De gemeente heeft al sinds de jaren-2010 als beleid, het aantal fietspaden sterk uit te breiden, ook van en naar de fabrieken, scholen en winkels.
De stad is sedert 1941 ten behoeve van de binnenvaart via het 18 km lange kanaal Stichkanal Salzgitter aangesloten op de belangrijke scheepvaartroute Mittellandkanaal. Salzgitter heeft aan het eind van dit kanaal een grote binnenhaven.
Salzgitter heeft een klein vliegveld, Flugplatz Salzgitter-Drütte. Het veld beschikt over een geasfalteerde start- en landingsbaan van 535 x 20 meter. De ICAO-code luidt EDVS. Het veld is bedoeld voor kleine hobby-, sport- en zakenvliegtuigjes en voor helikopters. De geografische coördinaten luiden: 52° 9′ 16″ noorderbreedte, 10° 25′ 36″ oosterlengte. Het veld ligt 99 m (325 ft) boven zeeniveau. Het bevindt zich bij stadsdeel Drütte, direct ten oosten van de staalfabrieken van Salzgitter AG.

## Economie

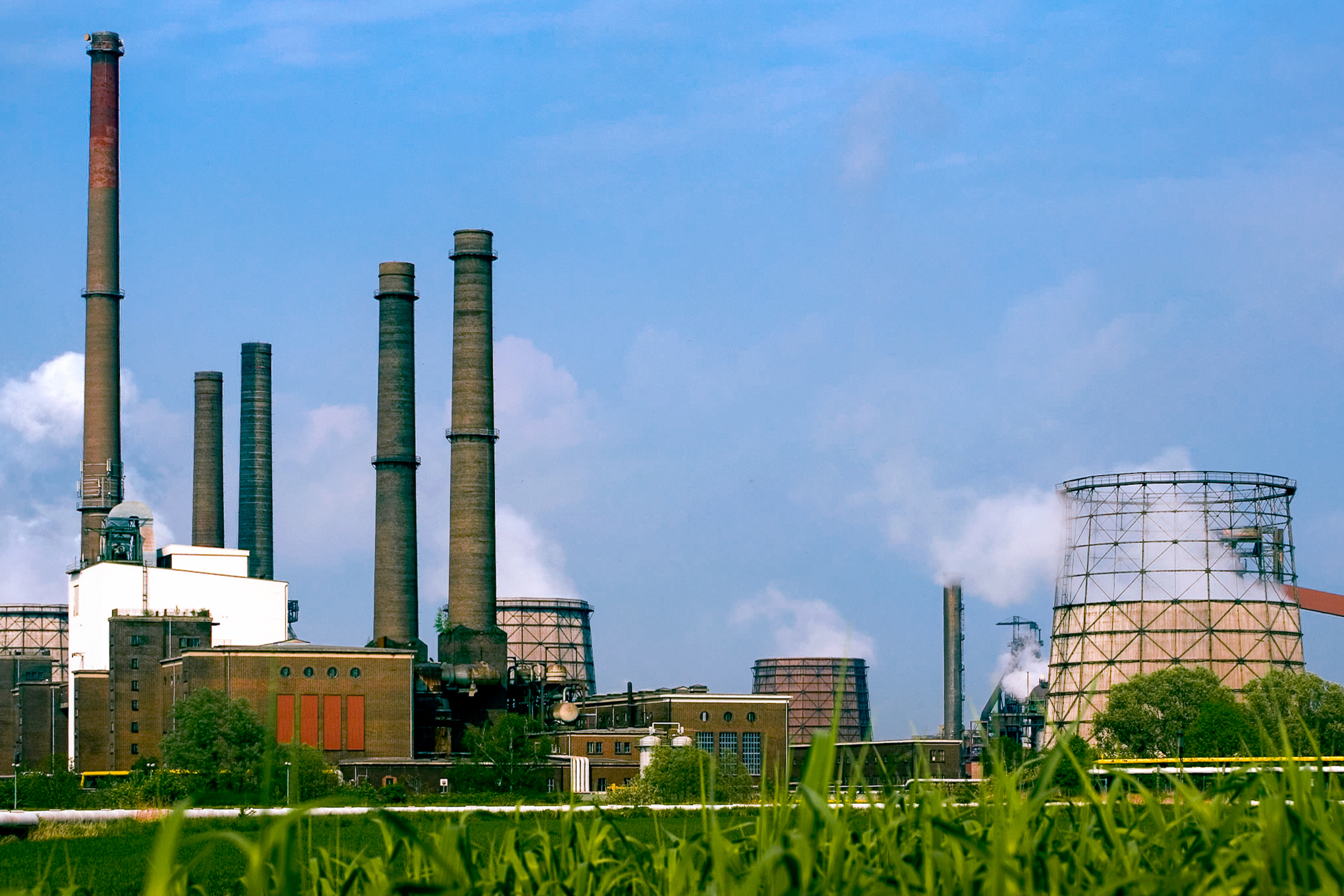
Salzgitter AG staalfabrieken
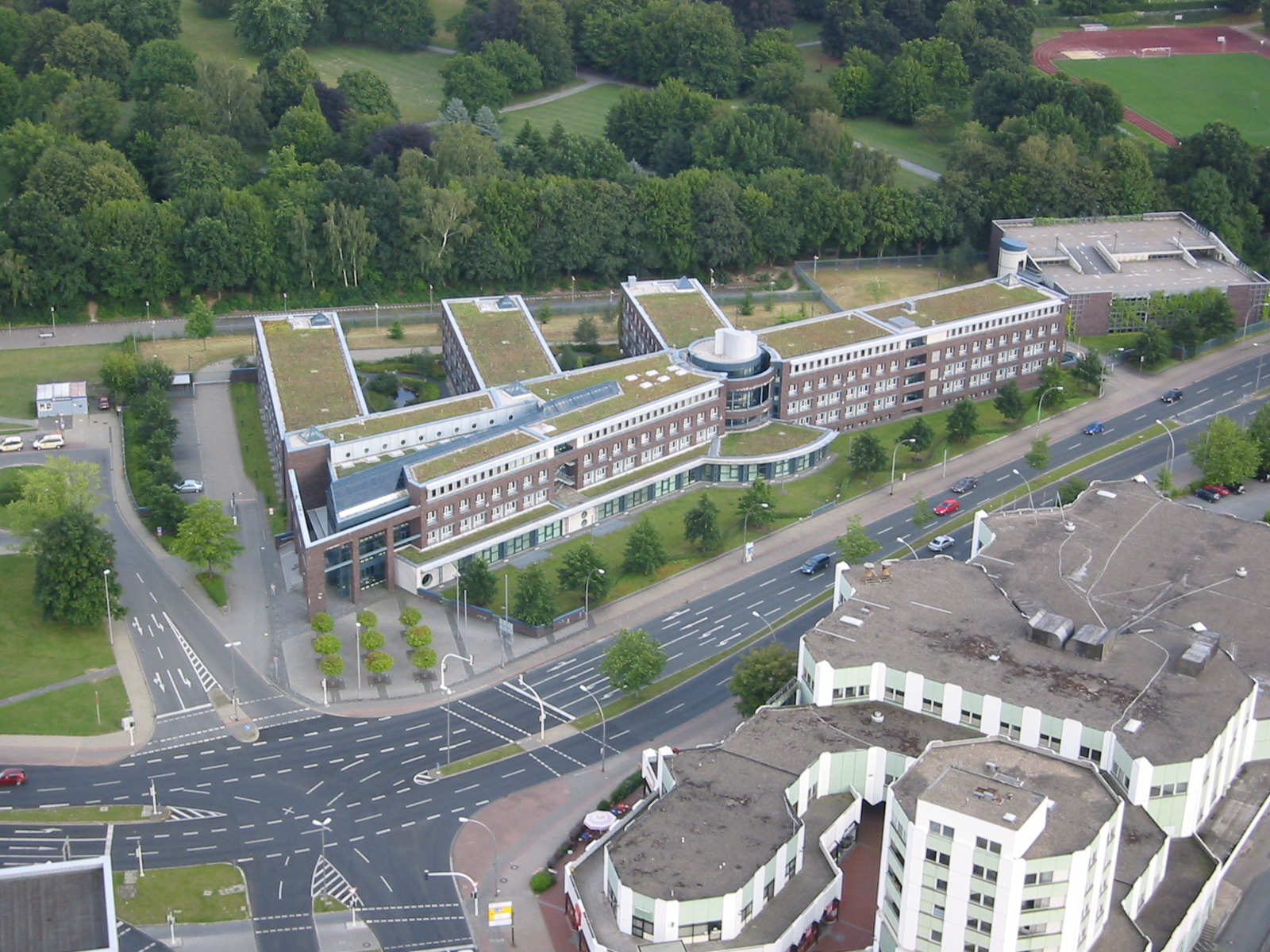
Bundesamt für Strahlenschutz

Salzgitter is de vestigingsplaats van enige belangrijke industrieën:
- het grote staalconcern Salzgitter AG, in stadsdeel Drütte, dat na 1853 uit een fabriek en ijzerertsmijn in het naburige Ilsede ontstond; wereldwijd had dit concern in 2023 ruim 24.000 werknemers; het concern is één der wereldmarktleiders in de productie van en de handel in stalen buizen en pijpen.
- een fabriek van Volkswagen AG in stadsdeel Beddingen, die vooral automotoren produceert
- Alstom LHB ten zuiden van stadsdeel Watenstedt, een fabrikant van rollend materieel die de eerste serie metrostellen van de Amsterdamse metro heeft geleverd en twee series trams.
- een fabriek van MAN SE, naast de Alstom-fabriek, die autobussen produceert (vóór 1970: Büssing)
- een fabriek van Bosch Elektronik, tussen de stadsdelen Fredenberg en Lichtenberg, van auto-onderdelen, o.a. elektronica voor de besturing van voertuigen

In de stad zijn daarnaast tal van middelgrote en kleine handels-, distributie- en industrieondernemingen gevestigd.
Binnen de diensten- en onderwijssector verdient de hogeschool Ostfalia Hochschule für angewandte Wissenschaften vermelding, die één van haar vestigingen in Salzgitter heeft. Daarnaast heeft Salzgitter een Amtsgericht, talrijke regionale ambtelijke instanties en twee ziekenhuizen.
Tegenover station SZ-Lebenstedt staat sinds 1988 het hoofdkantoor van het Bundesamt für Strahlenschutz, een heel Duitsland bestrijkende regeringsinstantie, die toezicht houdt op de bescherming van de bevolking tegen ongewenste radioactieve straling.

## Geschiedenis

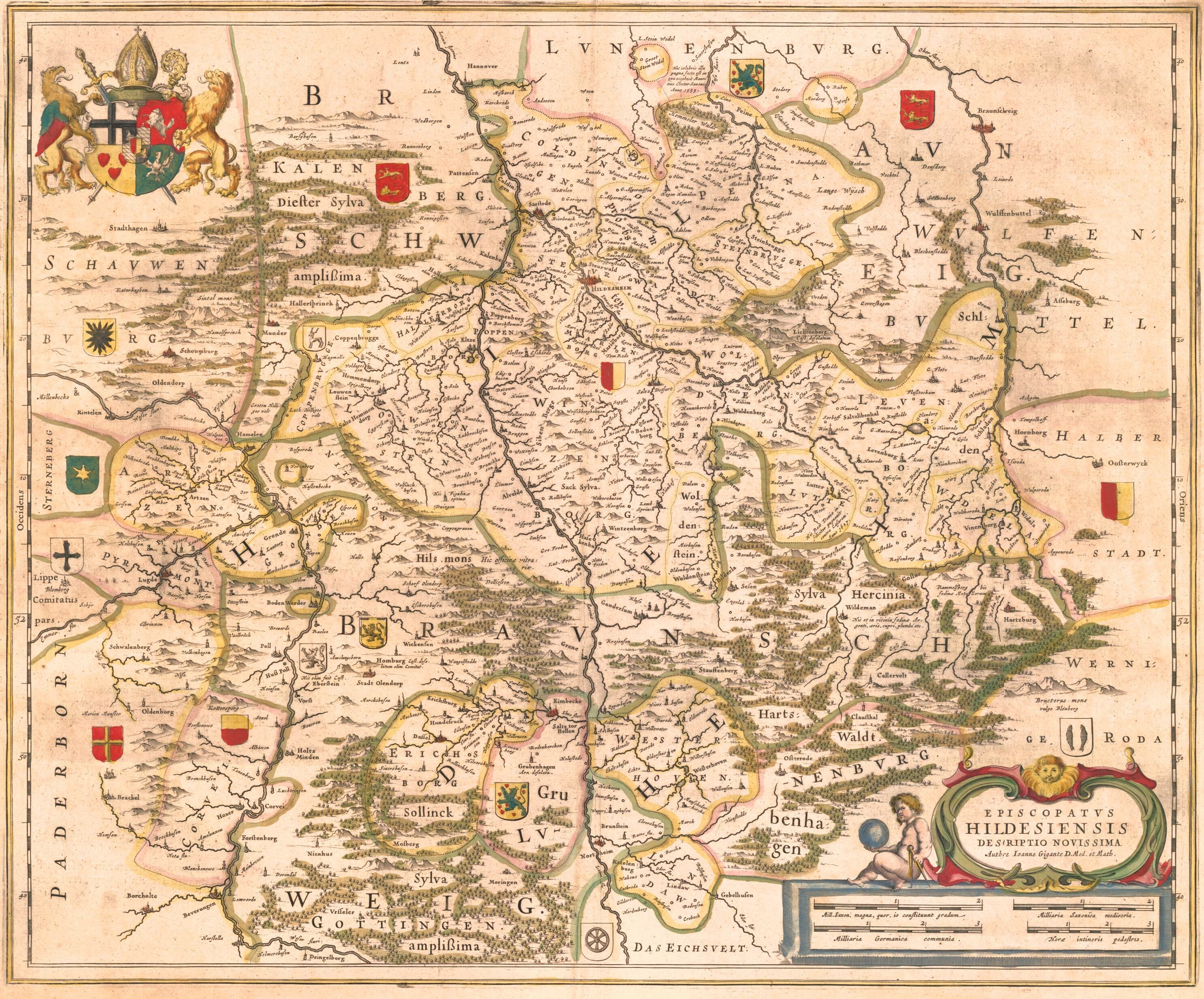
Kaart uit 1645 door Joan Blaeu van het Prinsbisdom Hildesheim
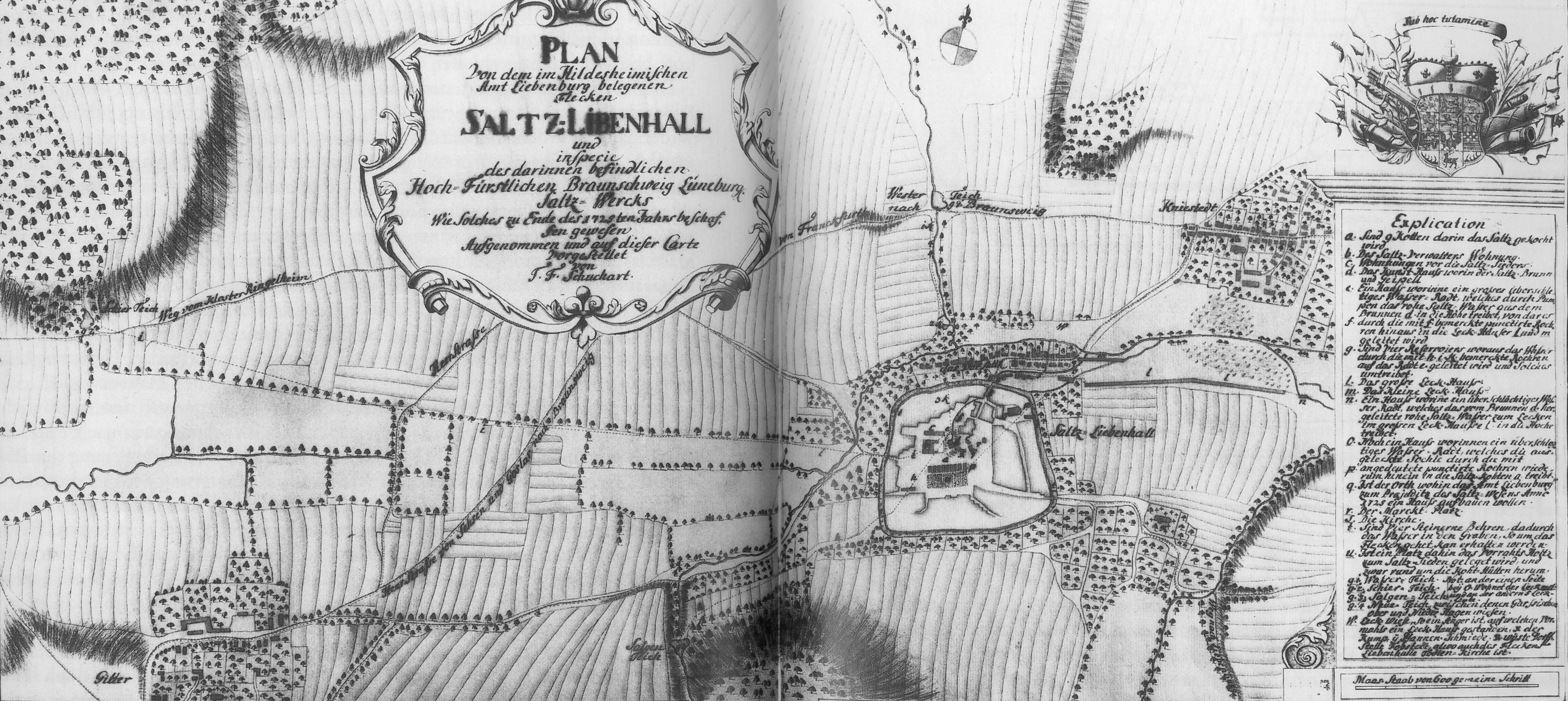
Zoutbron Salzliebenhall, kaart uit 1725
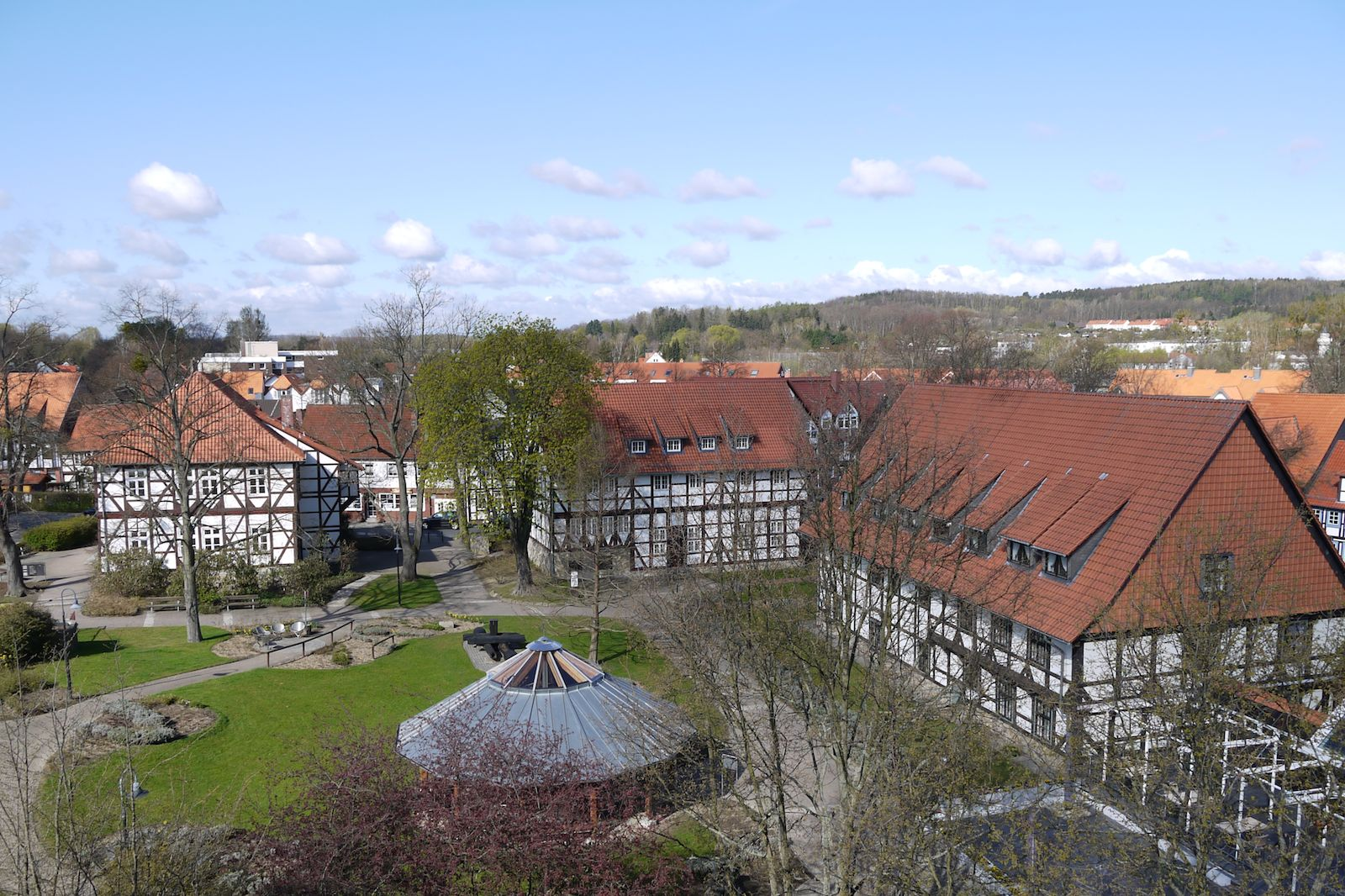
Locatie Saline Salzliebenhall, ín het centrum van het huidige SZ-Bad
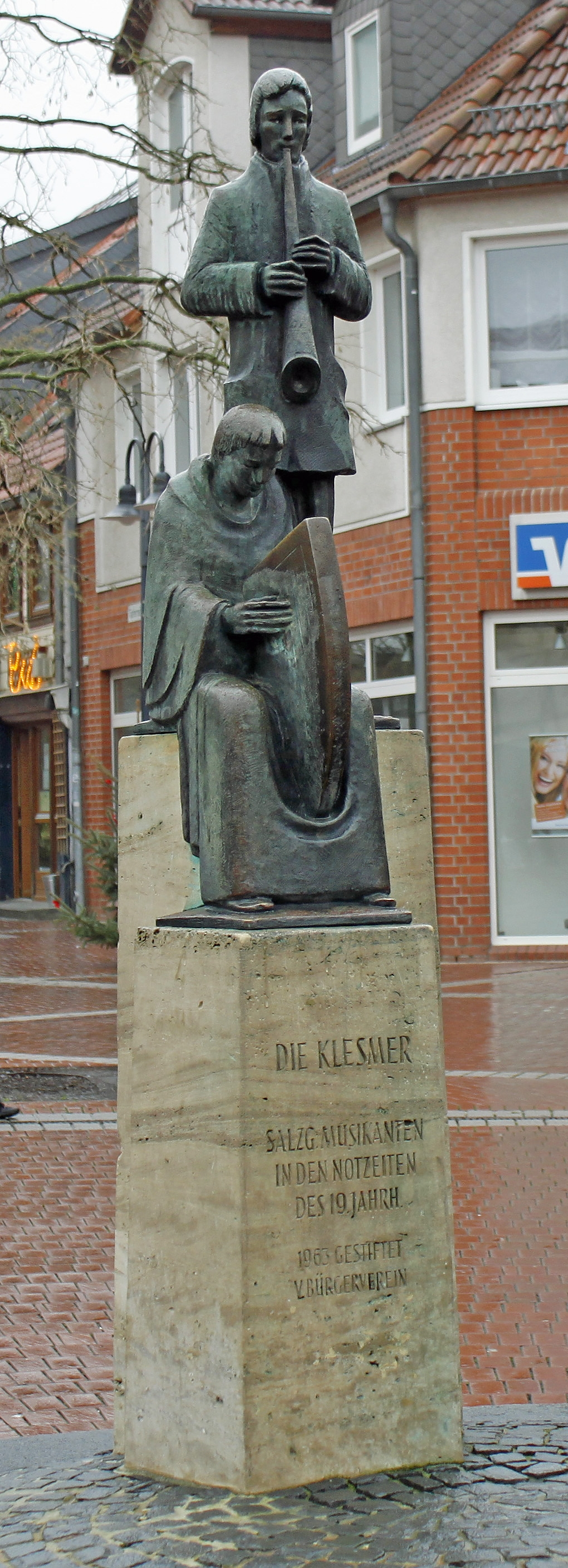
Monument Klesmer-muzikanten, SZ-Bad
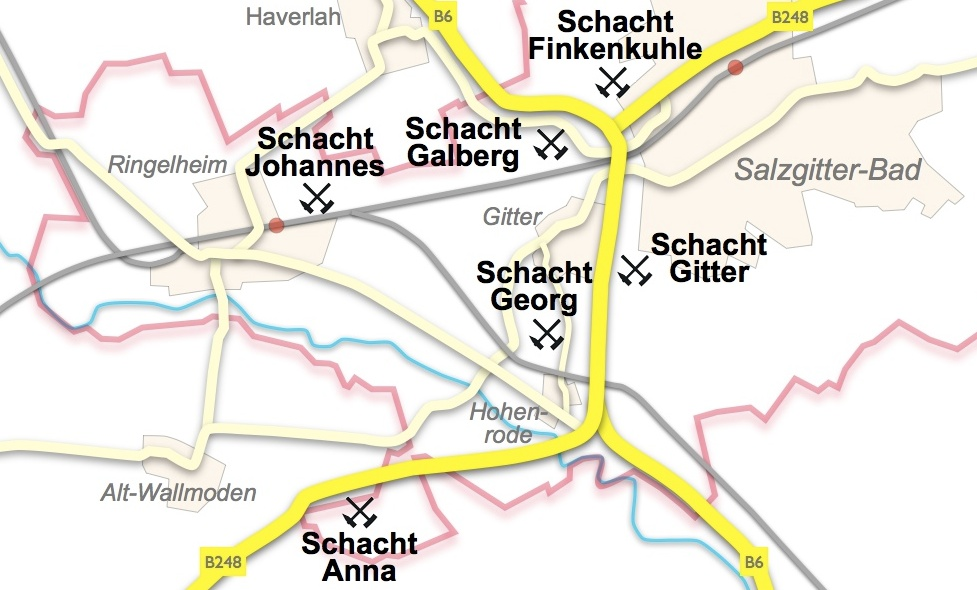
Locatie voormalige ijzerertsmijnen in het zuiden van de gemeente Salzgitter
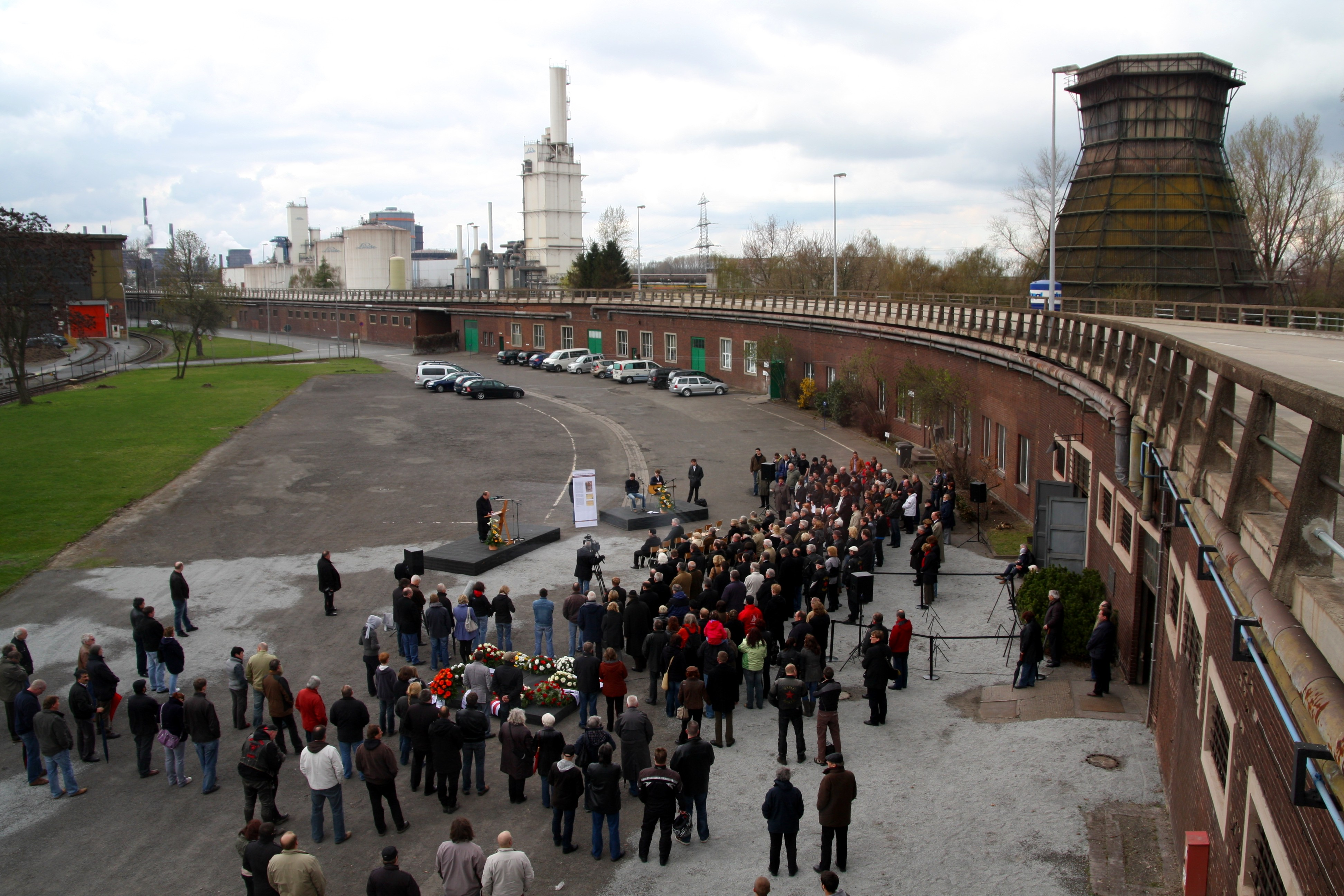
Herdenking slachtoffers concentratiekamp SZ-Drütte
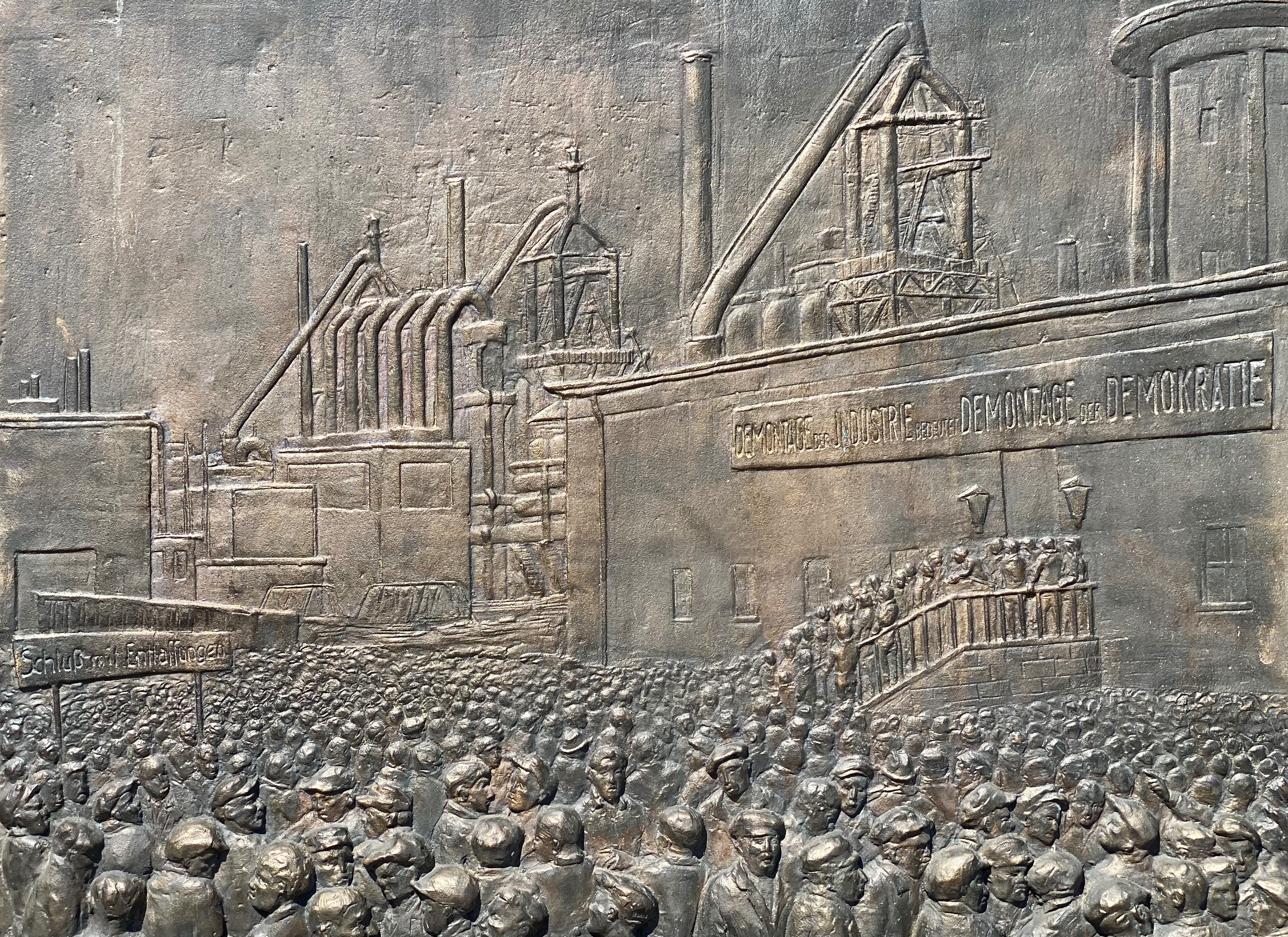
Gedenkplaquette voor het arbeidersverzet tegen de geallieerde demontage van de Salzgitter AG-fabriek (1945-1951)

Bijna alle dorpen, waar de huidige gemeente uit is ontstaan, zijn al sinds de middeleeuwen bewoond; in sommige plaatsen zijn bovendien bij archeologisch onderzoek sporen van menselijke activiteit uit de prehistorie aangetroffen.
In de middeleeuwen was hier een bron van zouthoudend water. De streek ten noorden van Goslar heette rond het jaar 1000 Salthga (zout-gouw). In een document uit 1125 was sprake van unum panstel in Gethere, een zoutpan te Gitter. Waarschijnlijk werd in dat jaar een gebouw voor de bewerking en opslag van het, in die tijd economisch zeer belangrijke, zout gebouwd. De keldergewelven hiervan bestaan nog en vormen tegenwoordig de kelderverdieping van Hotel-Restaurant Ratskeller in Salzgitter-Bad. Onder andere om deze reden staat dit horecapand onder monumentenzorg. Grootschalige zoutwinning begon zeker reeds vóór 1400. Van 1533 tot 1951 was Salzgitter de plaatsnaam voor het huidige stadsdeel Salzgitter-Bad. Rond 1370 is sprake van een nederzetting Up dem Solte to Gytere, die in de 14e en 15e eeuw zekere privileges genoot, maar formeel vermoedelijk nimmer stadsrecht bezat. Salzgitter en omgeving waren tot 1523 omstreden gebied tussen het Prinsbisdom Hildesheim en het Hertogdom Brunswijk-Lüneburg. Sinds de Hildesheimer Stichtsoorlog (1519-1523) lag de gehele huidige gemeente in Brunswijk-Lüneburg, maar vanaf 1643 weer in Hildesheim, ten tijde van Napoleon tijdelijk in het Koninkrijk Westfalen, en in Frankrijk, en na 1815 in Pruisen.
Het dorp Thiede, in het noordoosten van de gemeente, bestaat zeker al sinds de 8e eeuw. Rond het jaar 1000 werd hier het sticht Steterburg in het leven geroepen. Bijna een kilometer ten noordoosten van Thiede, op de heuvel Lindenberg, werd in 1692 door arbeiders in een steengroeve een aantal botten gevonden, die nog door de geleerde Gottfried Wilhelm Leibniz zijn onderzocht, en die later van een mammoet bleken te zijn. In de 19e eeuw ontdekte men nog veel meer mammoetskeletten op deze locatie.
Het tegenwoordig grootste stadsdeel van Salzgitter, Lebenstedt, wordt als dorp in 1129 voor het eerst vermeld als Livenstede. Het was tot de 15e eeuw een welvarend dorp van boeren, die op de vruchtbare lössgrond akkerbouw bedreven.
Tijdens de Dertigjarige Oorlog behaalde de katholieke coalitie onder bevelhebber Tilly niet ver ten westen van Salzgitter een grote overwinning in de Slag bij Lutter (augustus 1626).
Tussen plm. 1700 en 1880 waren veel inwoners van Salzgitter zeer arm. Zij vonden een oplossing, door zich te bekwamen in de muziek, en rondtrekkende muziekgroepen te gaan vormen, zogenaamde Klesmer. Tot zo'n groep behoorde vaak een zangeres, en mensen, die de harp, de fluit en de viool bespeelden. Het repertoire was doorgaans populair (volksliedjes, dansmuziek). De gelijkenis met de naam klezmer voor joodse volks- en dansmuziek, berust geheel op toeval: de naam klezmer is van Hebreeuwse oorsprong. Onder de Salzgitter Klesmer waren, voor zover bekend, geen joden. Vanaf de tweede helft van de 19e eeuw trad economisch herstel in, er kwamen banen in fabrieken, en de muzikantentraditie verdween bijna geheel.
Vanaf 1856 had het gebied aansluiting op het spoorwegnet. Van 1858 tot rond de Tweede Wereldoorlog was te Salzgitter textielindustrie aanwezig. Een hoogoven was vanaf 1869 te Salzgitter-Bad in bedrijf. Door een aantal dodelijke bedrijfsongevallen en concurrentie uit het in 1871 in de Frans-Duitse Oorlog geannexeerde Elzas-Lotharingen moest de hoogoven in 1874 sluiten. Van 1856 tot 1967 was de ijzerertsmijn Hannoversche Treue, tussen de huidige stadsdelen SZ-Engerode en SZ-Calbecht in bedrijf. In de heuvelrug ten westen van SZ-Bad is ook vanaf plm. 1860 tot de Tweede Wereldoorlog, ten dele in dagbouw, ijzererts gedolven (zie het bovenstaande kaartje).
Vanaf 1879 was Salzgitter door de zoutwinning, die ook voor geneeskrachtige baden gebruikt ging worden, een kuuroord geworden. De officiële erkenning van Salzgitter-Bad als kuuroord was overigens pas in 1985 en werd door de deelstaat Nedersaksen in 2010 verlengd.
In de 19e en vroege 20e eeuw was de mijnbouw en zware industrie in de streek onderhevig aan regelgeving door tientallen verschillende autoriteiten en instanties. Deze versnippering maakte het bestuur en de bedrijfsvoering inefficiënt. Daarom kwam men in de nazi-periode op het idee, om deze gehele bedrijfstak in één onderneming te concentreren, en het hele gebied ook onder één bestuur samen te voegen. Daarom kwam in 1942 de fusie van de diverse gemeenten tot de stad Watenstedt-Salzgitter tot stand.
Op 15 juli 1937 werd in Hotel Ratskeller te Salzgitter de oprichtingsakte gepasseerd van de, feitelijk vanaf 1941 te Drütte gevestigde Hermann-Goering-Werke, waarvan de staat Nazi-Duitsland aanvankelijk 90% van de aandelen bezat en waarvan de hooggeplaatste nazi Hermann Goering president-directeur was. In datzelfde jaar bevalen de nazi's de ontruiming van het bijna 700 inwoners tellende boerendorp Lebenstedt, dat moest plaatsmaken voor Hermann-Goering-Stadt. De locatie was 5 km ten westen van de staalfabrieken, zodat de staalarbeiders en kantoormensen in de nieuwe stad niet al te veel last zouden hebben van de rook en stank van de fabrieken (die volcontinu draaiden). De nieuwe stad kwam door het uitbreken van de Tweede Wereldoorlog nooit gereed; het aantal inwoners bleef op 25.000 steken. Na de oorlog werd de woonstad weer Lebenstedt genoemd, en tussen 1960 en 1970 nogmaals sterk uitgebreid.
Van 1942 tot 1945 was te Salzgitter-Drütte bij de staalfabrieken een Außenlager van concentratiekamp Neuengamme gevestigd. Het staalconcern behoorde tijdens het Derde Rijk tot de in 1937 te Drütte opgerichte Hermann-Goering-Werke, en produceerde onderdelen van allerlei oorlogstuig, zoals granaathulzen. In het kamp, het grootste buitenkamp van Neuengamme, hebben enige tijd lang meer dan 3.000 dwangarbeiders tegelijk moeten werken. Van 682 mensen is bekend, dat ze in het kamp zijn omgekomen, o.a. van uitputting, ondervoeding of andere ontberingen, of door mishandelingen of executies. Op 7 april 1945 werd het kamp ontruimd; velen werden in goederentreinen met bestemming o.a. Bergen-Belsen gepropt, en hadden de pech, dat hun trein te Celle door een geallieerd bombardement werd getroffen; degenen, die ontsnapten werden na een beschamende mensenjacht (Celler Hasenjagd) alsnog op een dodenmars gestuurd; velen overleefden deze niet. Ook elders in het huidige Salzgitter waren dit soort concentratiekampen aanwezig. Ook was er nog, vanaf 1940, één der beruchte Arbeitserziehungslager (strafkampen door dwangarbeid) aanwezig in Hallendorf.
Watenstedt, oorspronkelijk een klein boerendorp, werd rond 1942 een nederzetting vol barakken voor zowel gewone als dwangarbeiders, en had in 1943 bijna 17.000 inwoners. Na de oorlog en een korte periode van onderbrenging van Heimatvertriebene en andere evacué's, werden de barakken gesloopt. Het dorp heeft intussen vrijwel geheel moeten wijken voor de uitbreiding van de staalindustrie.
Direct na de Tweede Wereldoorlog werden de hoogovens en andere installaties van de Hermann-Goering-Werke (intussen verdoopt in Salzgitter AG) voor 75% gedemonteerd, in het kader van de afspraken tussen de Geallieerden tijdens de Conferentie van Potsdam om de Duitse bewapeningsindustrie te elimineren; in 1951 werd de demontage, waartegen in 1950 veel protest van werkloos geworden Duitse arbeiders was geweest, gestaakt. Het industrie- en ijzerertsmijnbouwcomplex van de Salzgitter AG werd vanaf 1951 in vernieuwde vorm heropgebouwd. Van 1951-1989 was het een West-Duits staatsbedrijf, daarna ging het over naar Preussag AG dat het in 1998 weer aan andere partijen verkocht. In 1960 had het bedrijf circa 80.000 werknemers en was toen een van de belangrijkste industriële ondernemingen in geheel West-Duitsland.
De huidige stad Salzgitter heette dus aanvankelijk Watenstedt-Salzgitter. In 1951 kreeg de stad de huidige naam. Lebenstedt, het volkrijkste stadsdeel, ontwikkelde zich na de oorlog tot bestuurs-, onderwijs- en koopcentrum van de nieuwe stad.

### Bevolkingsontwikkeling
| Datum      |               | Inwoners |        | Buitenlanders | Buitenlanders | Buitenlanders | Buitenlanders |
| Datum      | Totaal        | Inwoners | %      |               | Nederlanders  |               |               |
| ---------- | ------------- | -------- | ------ | ------------- | ------------- | ------------- | ------------- |
| 31.12.2022 |               | 104.548  |        |               |               |               |               |
| 31.12.2021 | 103.694       | 21.720   | 20,95% | 40            |               |               |               |
| 31.12.2020 | 103.866       | 20.785   | 20,01% | 45            |               |               |               |
| 31.12.2019 | 104.291       | 20.175   | 19,34% | 40            |               |               |               |
| 31.12.2018 | 104.948       | 19.850   | 18,91% | 45            |               |               |               |
| 31.12.2017 | 104.548       | 18.835   | 18,02% | 50            |               |               |               |
| 31.12.2016 | 103.668       | 16.885   | 16,29% | 55            |               |               |               |
| 31.12.2015 | 101.079       | 13.554   | 13,41% | 46            |               |               |               |
| 31.12.2014 | 98.966        | 11.620   | 11,74% | 43            |               |               |               |
| 31.12.2013 | 98.197        | 10.596   | 10,79% | 37            |               |               |               |
| 31.12.2012 | 98.095        | 9.918    | 10,11% | 33            |               |               |               |
| 31.12.2011 | 98.588        | 9.804    | 9,94%  | 33            |               |               |               |
| 31.12.2010 | 102.394       | 9.810    | 9,58%  | 31            |               |               |               |
| 31.12.2009 | 103.446       | 10.062   | 9,73%  | 30            |               |               |               |
| 31.12.2008 | 104.423       | 10.191   | 9,76%  | 31            |               |               |               |
| 31.12.2007 | 105.320       | 10.224   | 9,71%  | 32            |               |               |               |
| 31.12.2006 | 106.665       | 10.474   | 9,82%  | 34            |               |               |               |
| 31.12.2005 | 107.726       | 10.721   | 9,95%  | 35            |               |               |               |
| 31.12.2004 | 108.763       | 10.665   | 9,81%  | 35            |               |               |               |
| 31.12.2003 | 109.855       | 10.913   | 9,93%  | 35            |               |               |               |
| 31.12.2002 | 110.817       | 11.133   | 10,05% | 32            |               |               |               |
| 31.12.2001 | 111.696       | 11.581   | 10,37% | 32            |               |               |               |
| 31.12.2000 | 112.302       | 11.657   | 10,38% | 32            |               |               |               |
| 31.12.1999 | 112.934       | 11.819   | 10,47% | 34            |               |               |               |
| 31.12.1998 | 114.104       | 12.182   | 10,68% | 34            |               |               |               |
| 31.12.1997 | 115.453       | 12.383   | 10,73% | 33            |               |               |               |
| 31.12.1996 | 116.865       | 12.541   | 10,73% | 37            |               |               |               |
| 31.12.1995 | 117.713       | 12.613   | 10,72% | 41            |               |               |               |
| 31.12.1994 | 117.842       | 12.511   | 10,62% | 40            |               |               |               |
| 31.12.1993 | 117.684       | 12.283   | 10,44% | 39            |               |               |               |
| 31.12.1992 | 116.750       | 12.045   | 10,32% | 37            |               |               |               |
| 31.12.1991 | 115.381       | 10.752   | 9,32%  | 37            |               |               |               |
| 31.12.1990 | 114.355       | 9.877    | 8,64%  | 36            |               |               |               |
| 31.12.1989 | 112.689       |          |        |               |               |               |               |
| 31.12.1988 | 111.674       |          |        |               |               |               |               |
| 31.12.1987 | 111.108       | 8.339    | 7,51%  |               |               |               |               |
| 31.12.1986 | 105.392       | 8.213    | 7,79%  |               |               |               |               |
| 31.12.1985 | 105.958       | 8.203    | 7,74%  |               |               |               |               |
| 31.12.1984 | 107.023       | 8.749    | 8,17%  |               |               |               |               |
| 31.12.1983 | 110.229       | 11.044   | 10,02% |               |               |               |               |
| 31.12.1982 | 111.770       | 11.655   | 10,43% |               |               |               |               |
| 31.12.1981 | 112.984       | 11.587   | 10,26% |               |               |               |               |
| 31.12.1980 | 113.600       | 10.987   | 9,67%  |               |               |               |               |
| 31.12.1979 | 113.427       | 9.875    | 8,71%  |               |               |               |               |
| 31.12.1978 | 113.690       | 9.253    | 8,14%  |               |               |               |               |
| 31.12.1977 | 114.831       |          |        |               |               |               |               |
| 31.12.1976 | 115.925       |          |        |               |               |               |               |
| 31.12.1975 | 117.341       |          |        |               |               |               |               |
| 31.12.1974 | 120.090       |          |        |               |               |               |               |
| 31.12.1973 | 120.513       |          |        |               |               |               |               |
| 31.12.1972 | 118.937       |          |        |               |               |               |               |
| 31.12.1971 | 120.157       |          |        |               |               |               |               |
| 31.12.1970 | 120.239       |          |        |               |               |               |               |
| 31.12.1969 | 119.197       |          |        |               |               |               |               |
| 31.12.1968 | 118.215       |          |        |               |               |               |               |
| Datum      |               | Inwoners |        | Totaal        | %             |               | Nederlanders  |
| Datum      | Buitenlanders | Inwoners |        |               |               |               |               |

1. 1 2  Vanwege geheimhoudingsredenen (§ 16 Bundesstatistikgesetz) worden de statistieken van buitenlanders vanaf 2016 alleen nog maar afgerond weergegeven (veelvoud van vijf).

## Bezienswaardigheden
Salzgitter bestaat oorspronkelijk uit talrijke dorpen, waarvan vele een oude, evangelisch-lutherse, dorpskerk bezitten. Enige van deze kerken zijn, vanwege hun ouderdom, ligging of kerkinterieur, kunsthistorisch interessant.
Het in de stijl der Wezerrenaissance gebouwde kasteel te Salder herbergt het plaatselijke streekmuseum, waar veel archeologische vondsten uit de regio tentoongesteld zijn. Ook zijn er in de gemeente opgegraven skeletten van uitgestorven dieren (o.a. een ichthyosaurus) te zien, en een collectie, die betrekking heeft op de historie van de zout- en ijzerertswinning.
Kasteel Lichtenberg werd in opdracht van Hendrik de Leeuw als Brunswijkse grensvesting tegen Hildesheim gebouwd, en bij een van de vele oorlogen in de 16e eeuw verwoest. In 1893 werd de bergfried als uitzichttoren gereconstrueerd, en in 2019 gerestaureerd. Naast de ruïne bevindt zich een uitspanning en een gereconstrueerd model op ware grootte van een middeleeuws belegeringswerktuig, een blijde.
Ook kasteel Burg Gebhardshagen is al oud, het is vóór 1186 gebouwd in opdracht van een adellijk geslacht Von Hagen. Het strategisch belangrijke kasteel kwam door erfenis in 1280 aan de hertogen van Brunswijk-Lüneburg. In 1406 werd het tijdelijk veroverd door mannen van het Prinsbisdom Hildesheim. In de Dertigjarige Oorlog werd het twee keer ingenomen, verwoest en daarna herbouwd. Vanaf 1671 was het kasteel, dat zijn militaire betekenis had verloren, een hertogelijk domein en verviel tot een grote boerderij met steeds wisselende pachters. Vanaf 1938 ging een groot deel van het grondbezit verloren aan industrie en woningbouw. In 1986 werd de boerderij opgeheven en het (nog slechts voor minder dan de helft behouden gebleven, maar desondanks historisch waardevolle) gebouwencomplex kwam eerst in handen van de gemeente Salzgitter en daarna in handen van een liefdadige vereniging ( Förderverein), die de instandhouding van het monumentale complex ten doel heeft. In en rondom het kasteel vinden vergaderingen, congressen en lezingen plaats, maar er zijn ook allerlei culturele en toeristische activiteiten, zoals markten.
Schilderachtig is het in het uiterste zuidwesten van de gemeente, aan de Innerste gelegen gebouwencomplex van kasteel Ringelheim, dat vanaf de middeleeuwen tot 1803 een klooster was, en daarna tot woonkasteel is verbouwd. Het kasteel diende na de Tweede Wereldoorlog geruime tijd als ziekenhuis. Tegenwoordig is het privébezit en niet te bezichtigen. Het parkbos eromheen is vrij toegankelijk. Eromheen staan nog de 18e-eeuwse, rooms-katholieke kloosterkerk St. Abdon und Sennen en een aantal bijgebouwen in vakwerkbouw, waaronder een watermolen en een grote boerderij.
Salzgitter-Bad is een kuuroord, met gelegenheid voor het nemen van zouthoudende baden (sedert 1972 op de locatie Greifpark; tevens overdekt zwembad). Het is eigenlijk een oud stadje; in het centrum zijn verscheidene schilderachtige straatjes met oude vakwerkhuizen te vinden.
voor de beeldenroute in stadsdeel Salzgitter-Bad, zie: Skulpturenweg Salzgitter-Bad.
Ten westen van stadsdeel Lebenstedt ligt aan de rivier Fuhse, een zijriviertje van de Aller , de recreatieplas Salzgitter See, met mogelijkheden voor watersport, strandvermaak e.d.. Het meer tussen Gebhardshagen en Heerte, de Heerter See, is een natuurreservaat met slechts beperkte recreatiemogelijkheden.

## Afbeeldingen

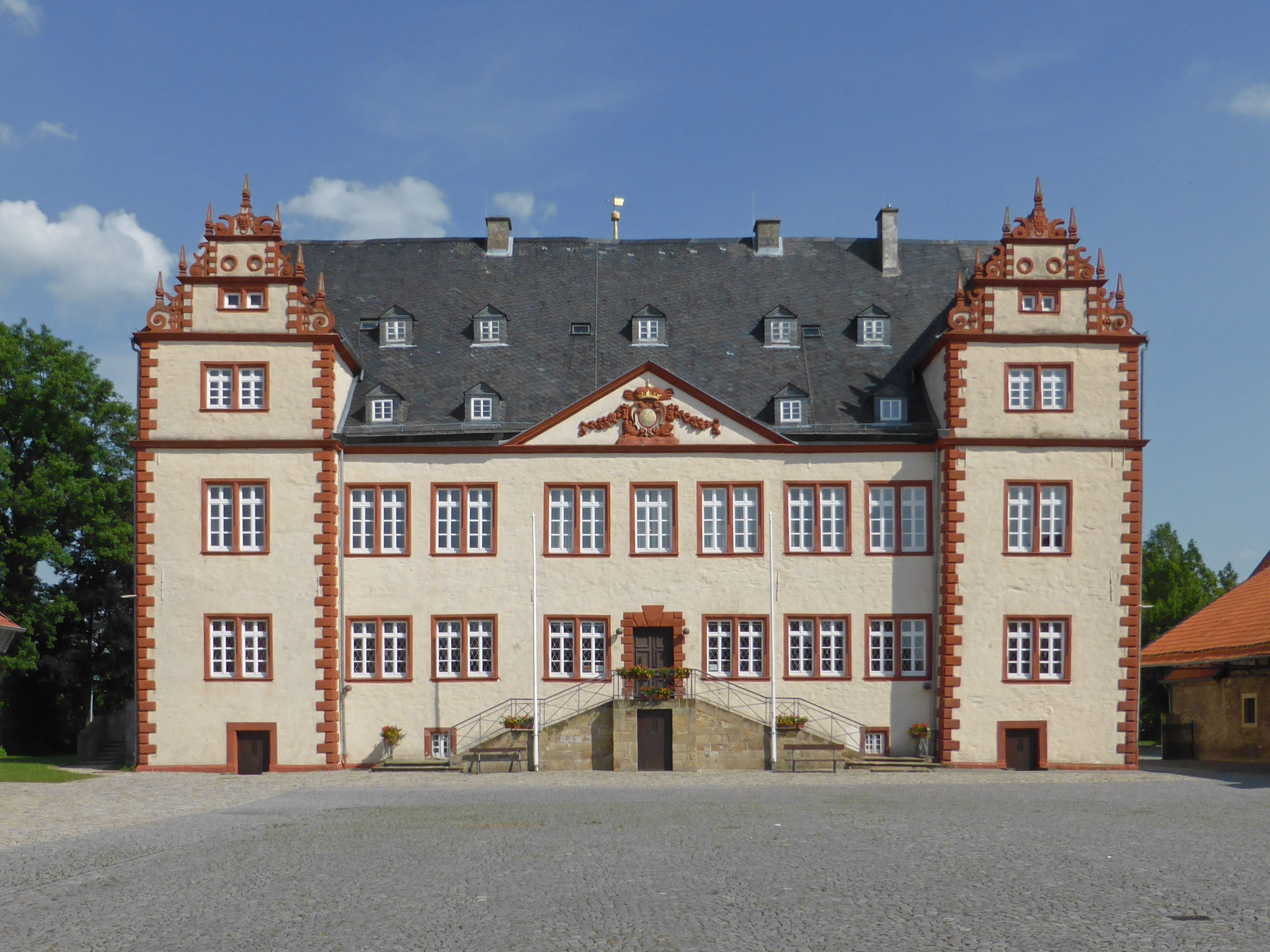
Kasteel Salder Schloss (stedelijk historisch museum)
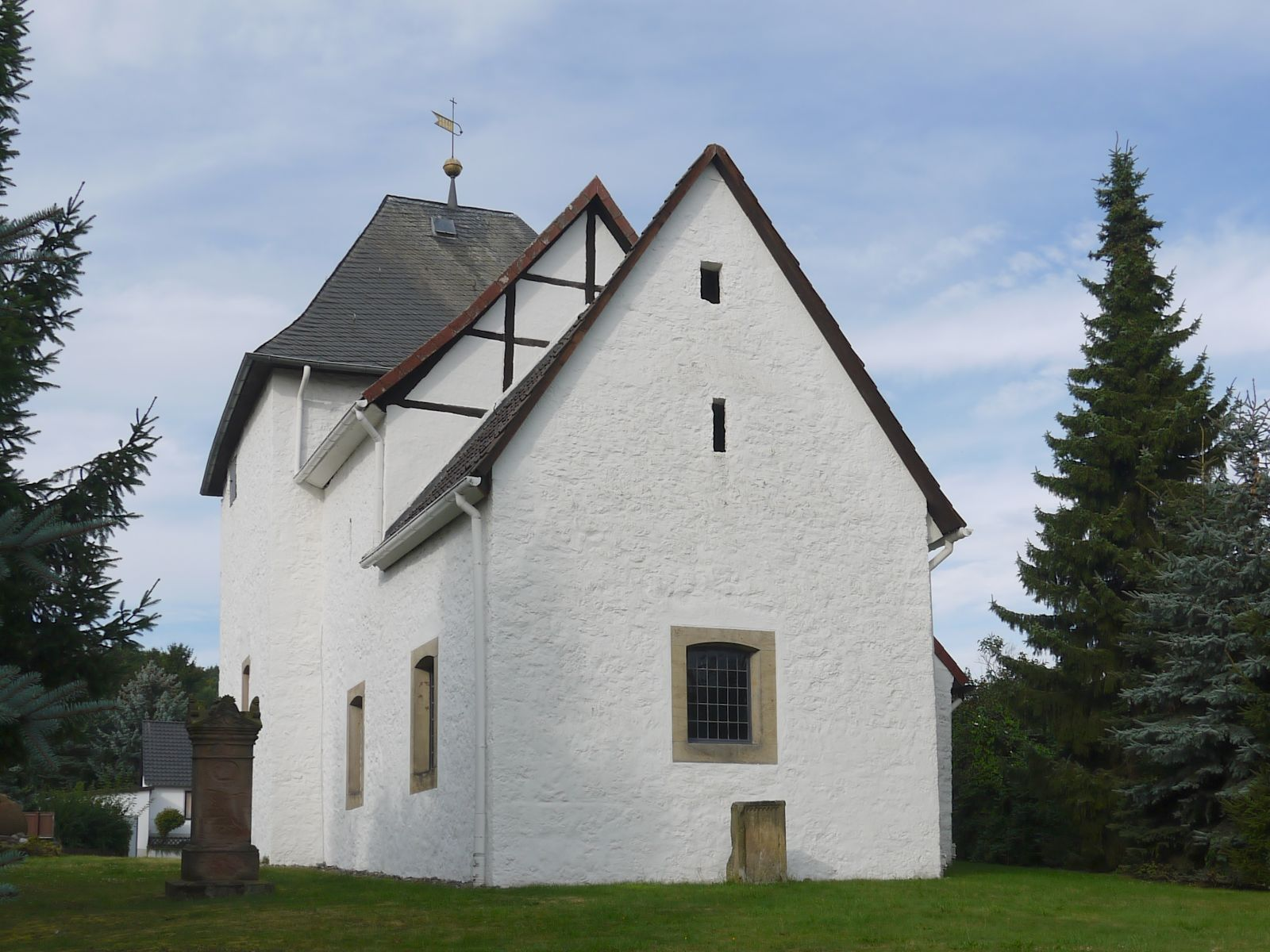
Mariakerk, SZ-Engerode
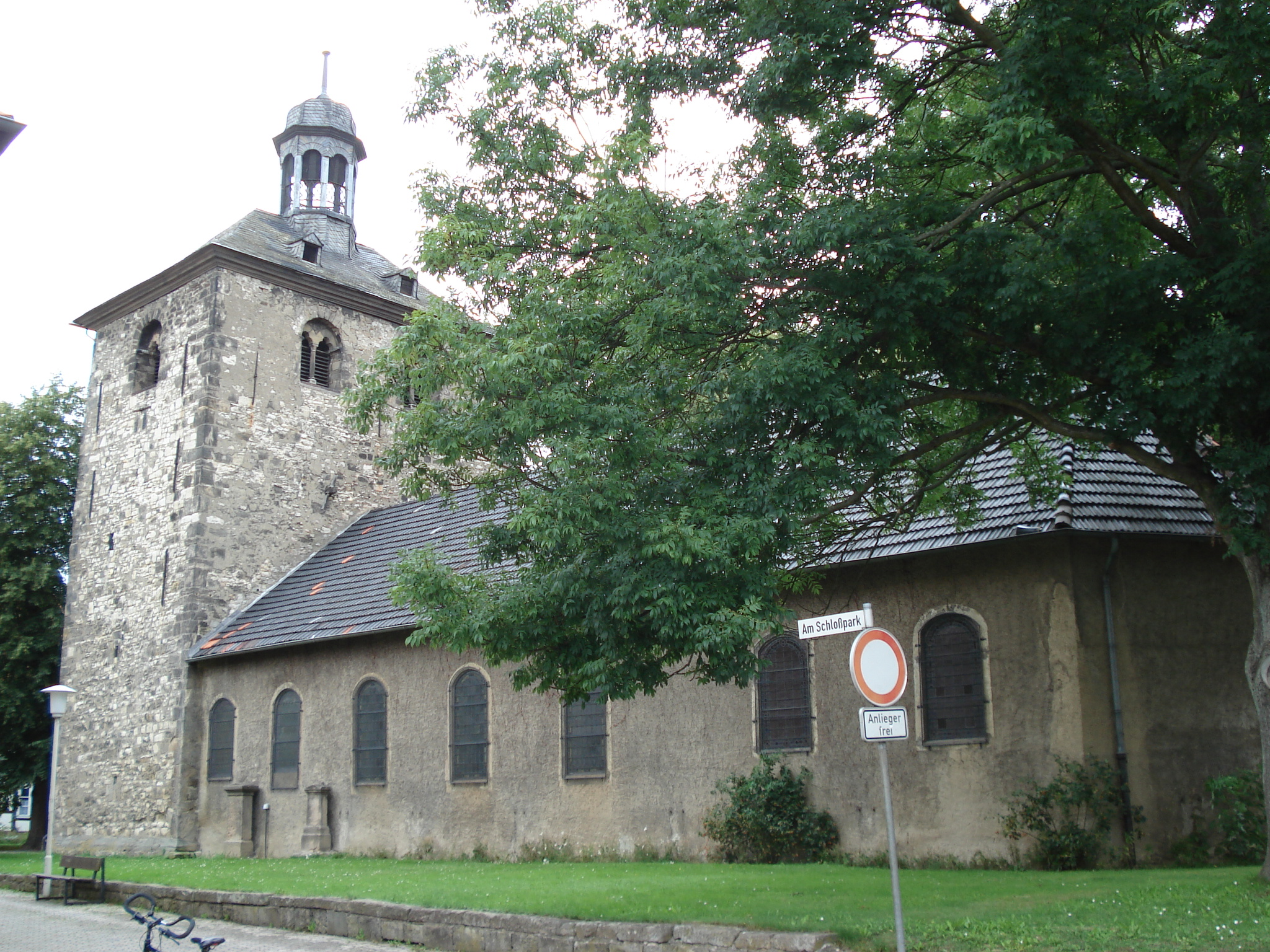
Sint-Johanneskerk, SZ-Ringelheim
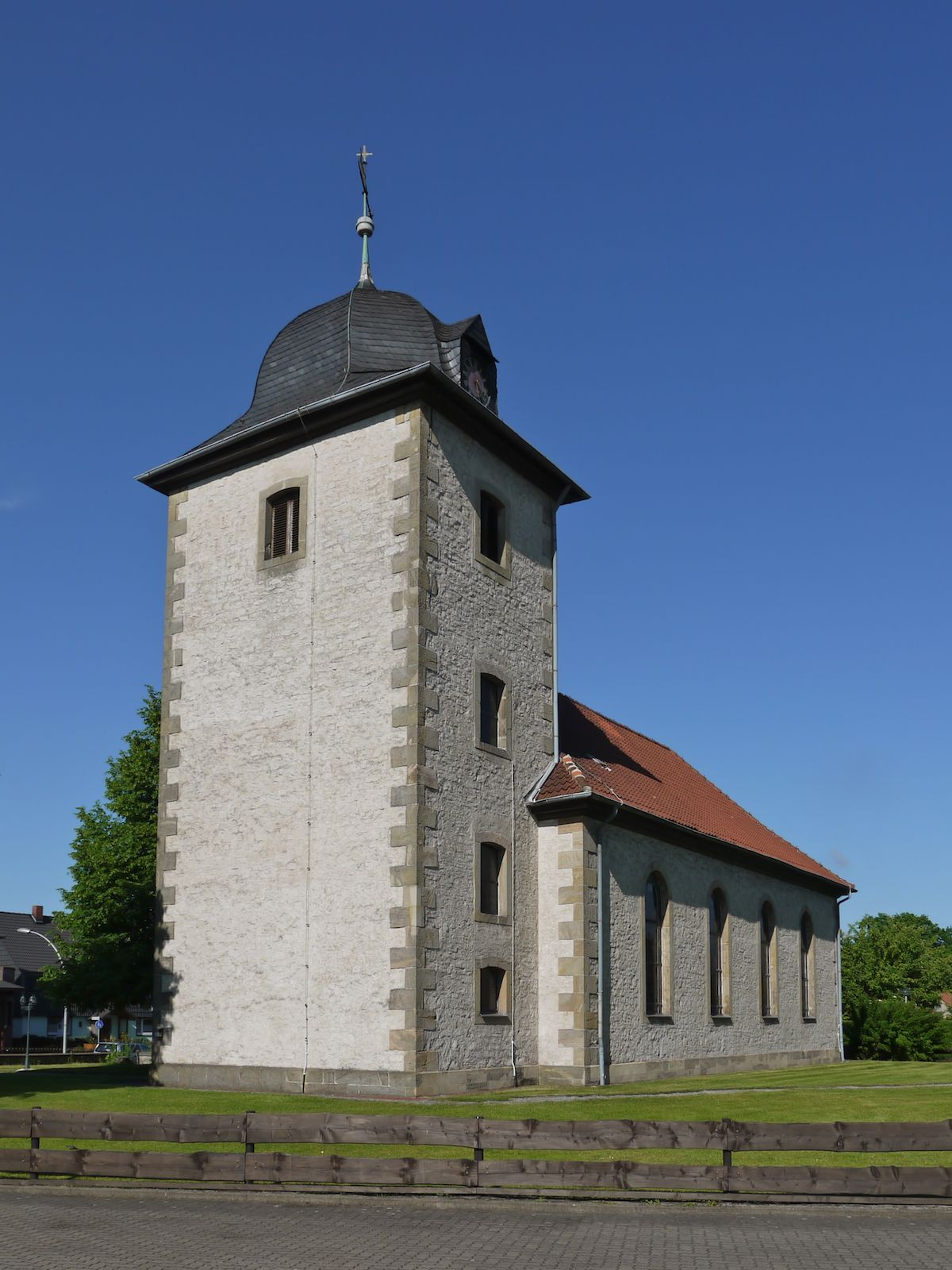
Evang.-lutherse kerk van SZ-Hallendorf
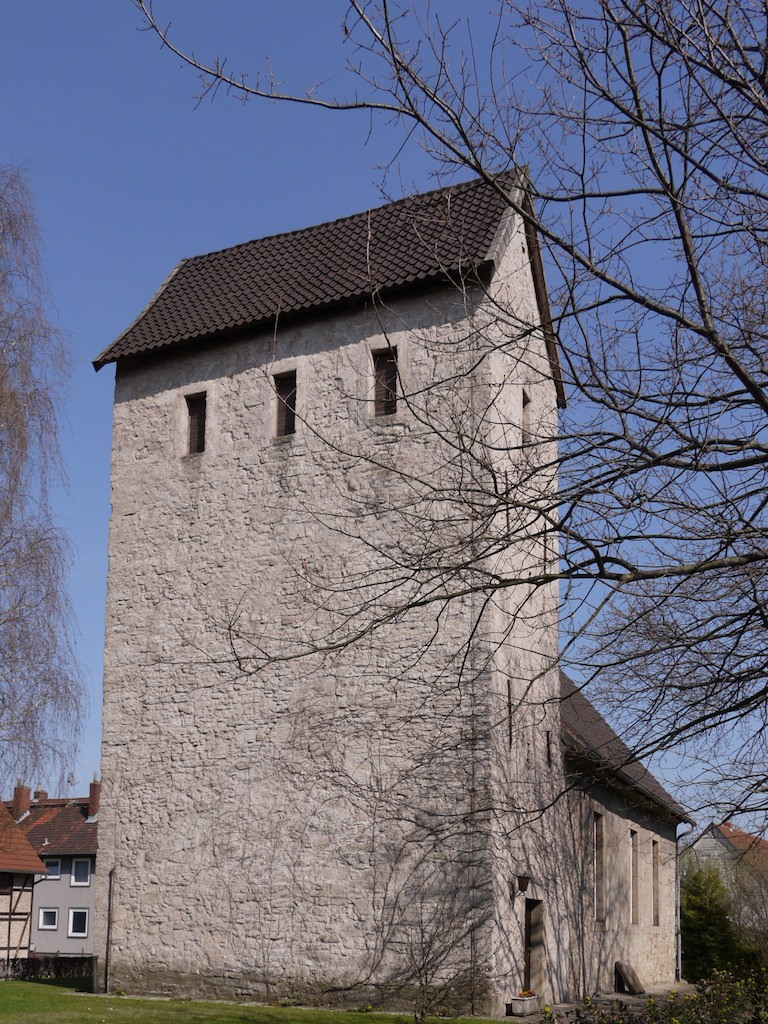
Evang.-lutherse kerk van SZ-Watenstedt
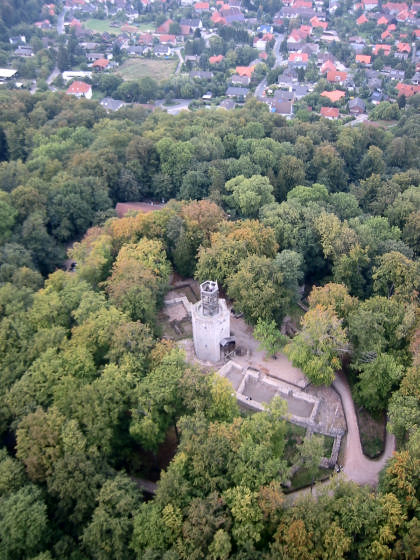
Kasteelruïne Lichtenberg
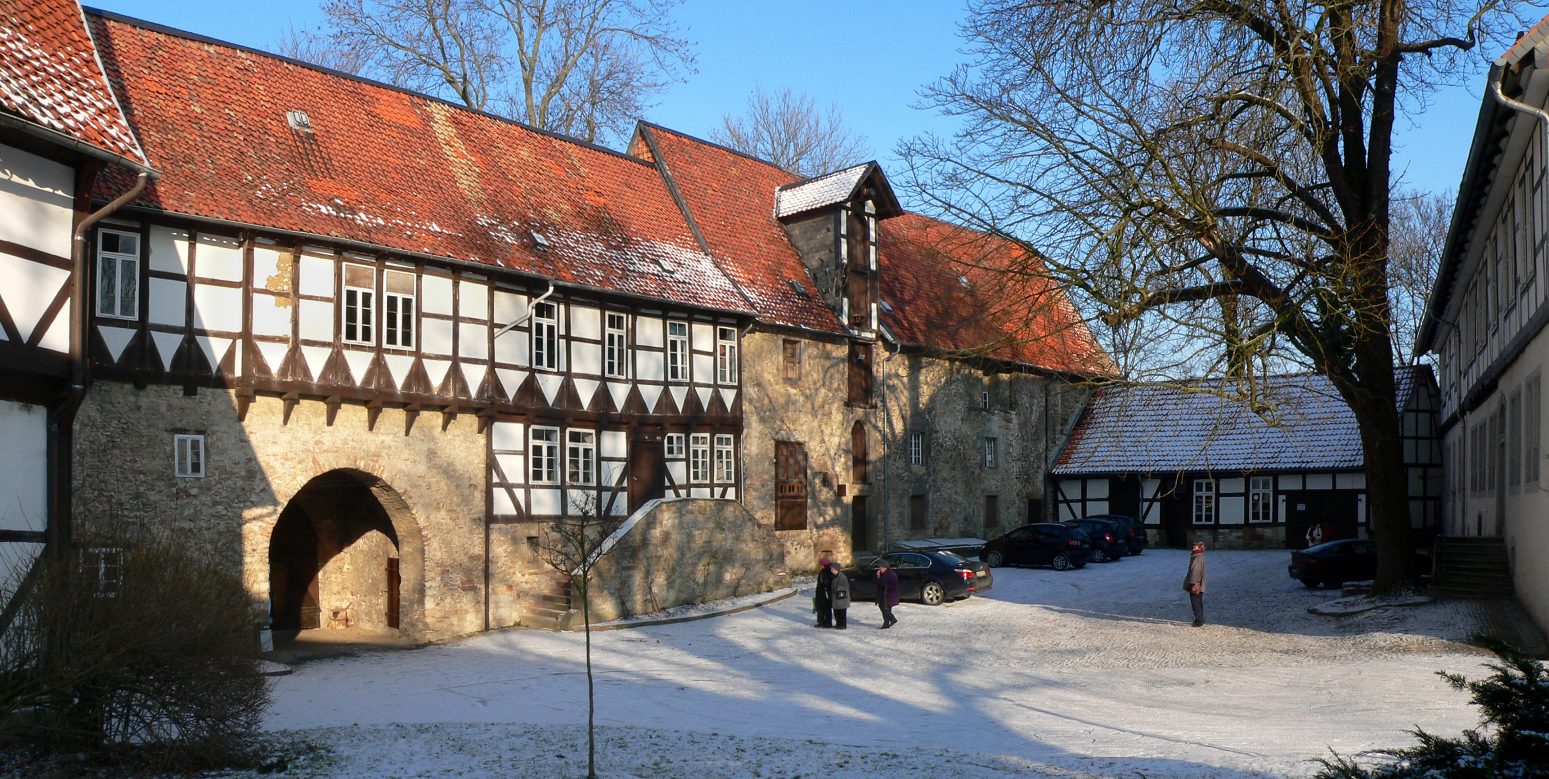
Binnenplaats kasteel Burg Gebhardshagen
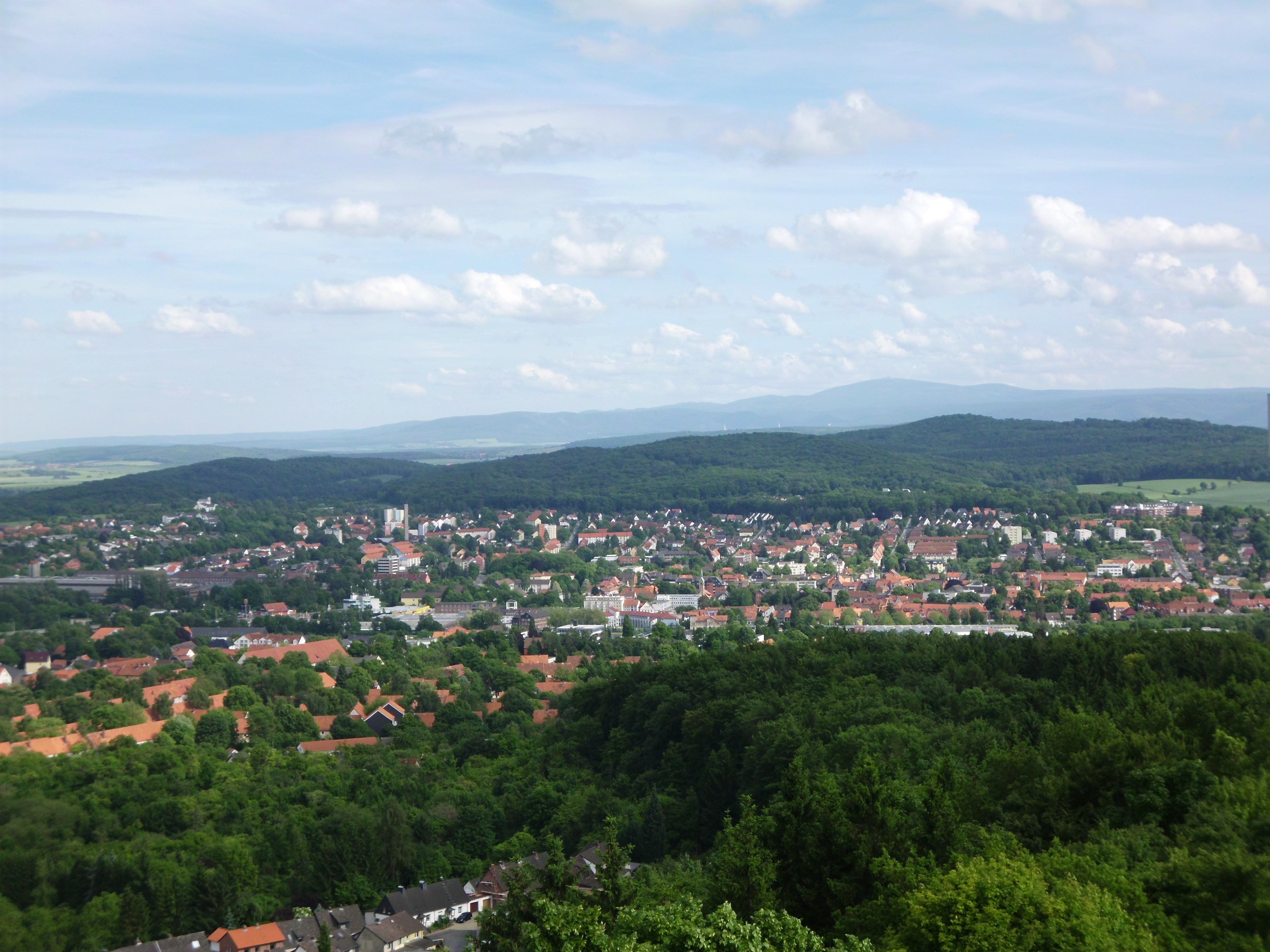
Gezicht op Salzgitter-Bad, in het zuiden van de gemeente
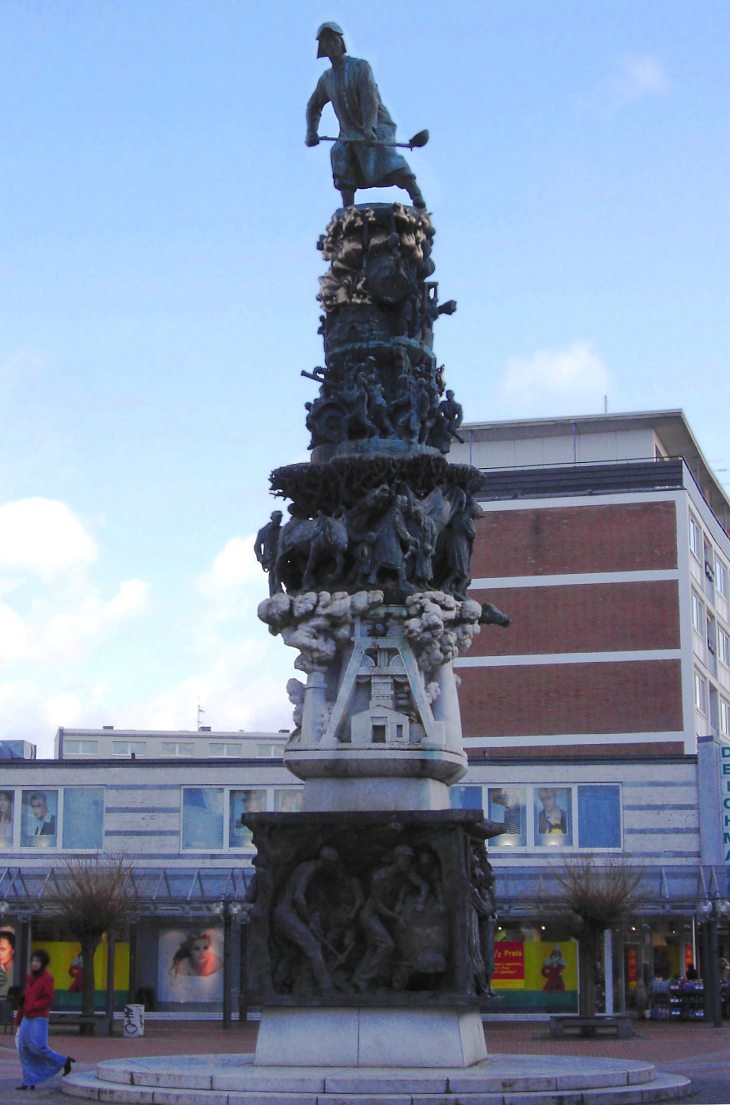
Monument Turm der Arbeit, (Jürgen Weber; voltooid in 1995) in SZ-Lebenstedt
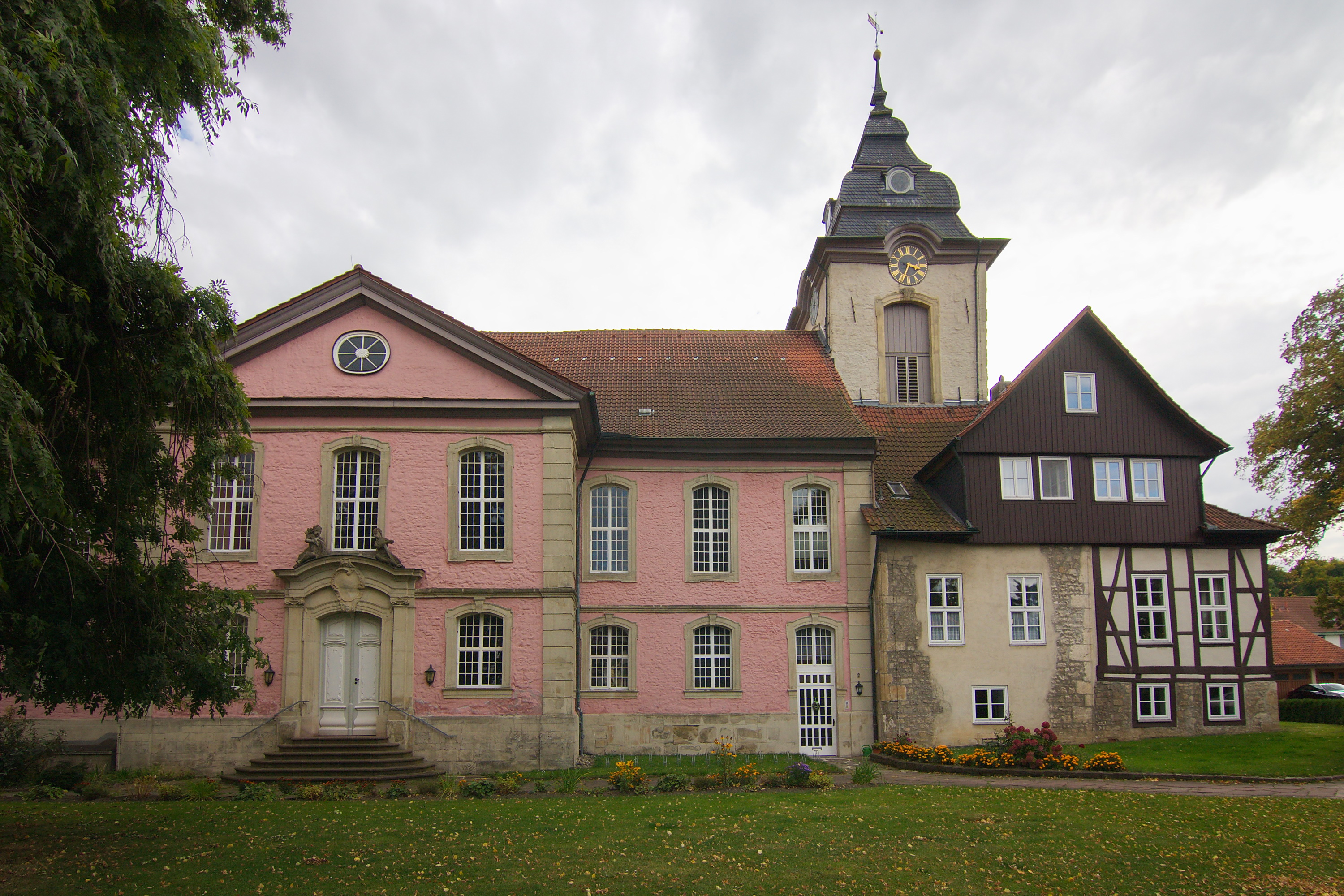
Voormalig sticht Steterburg, Thiede
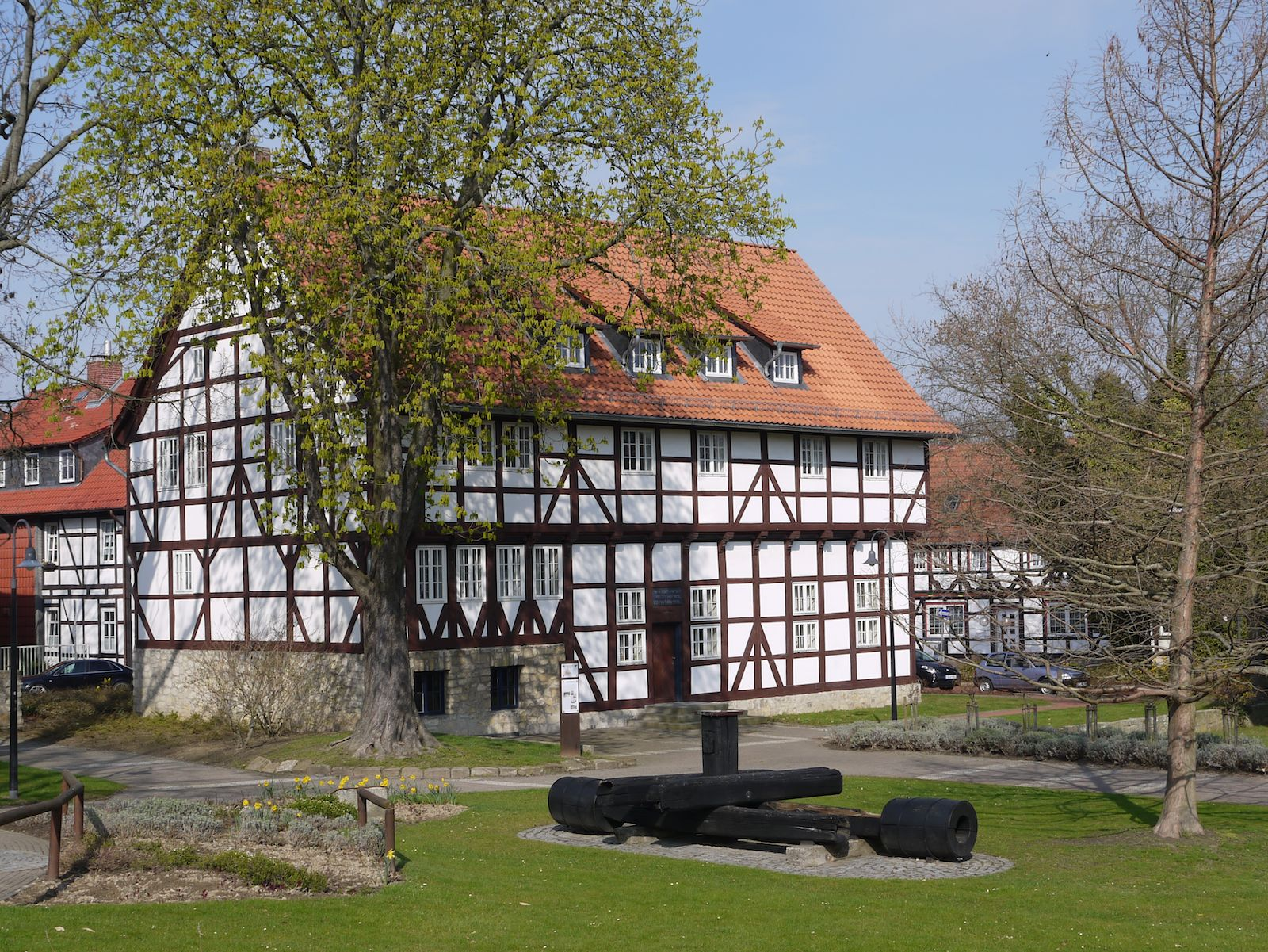
Kniestedter Gutshaus, SZ-Bad (bouwjaar 1533), in gebruik als muziekschool en trouwzaal
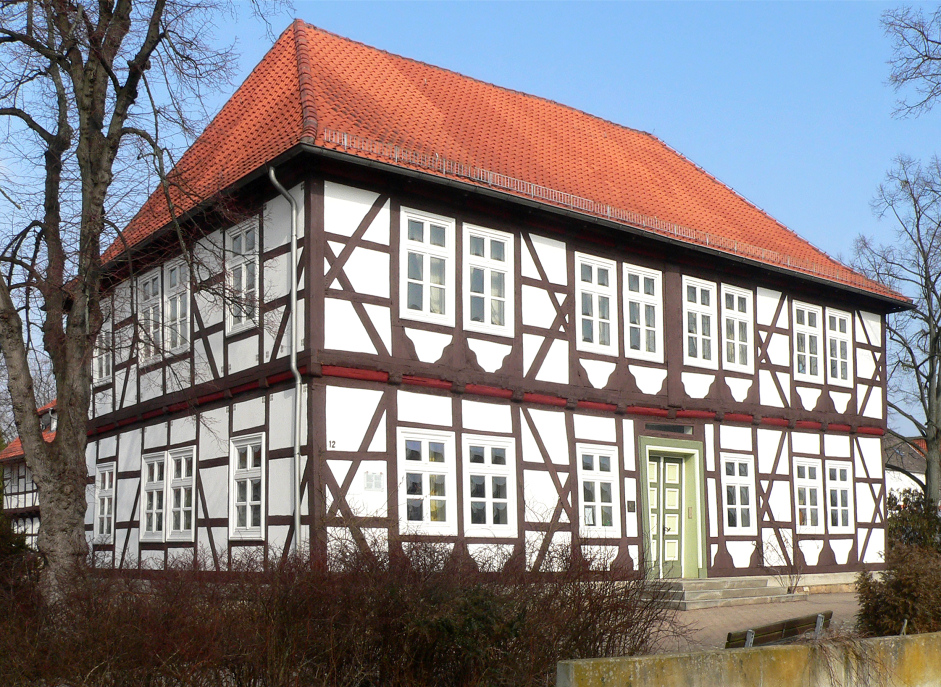
Tillyhaus (plm. 1600), Salzgitter-Bad
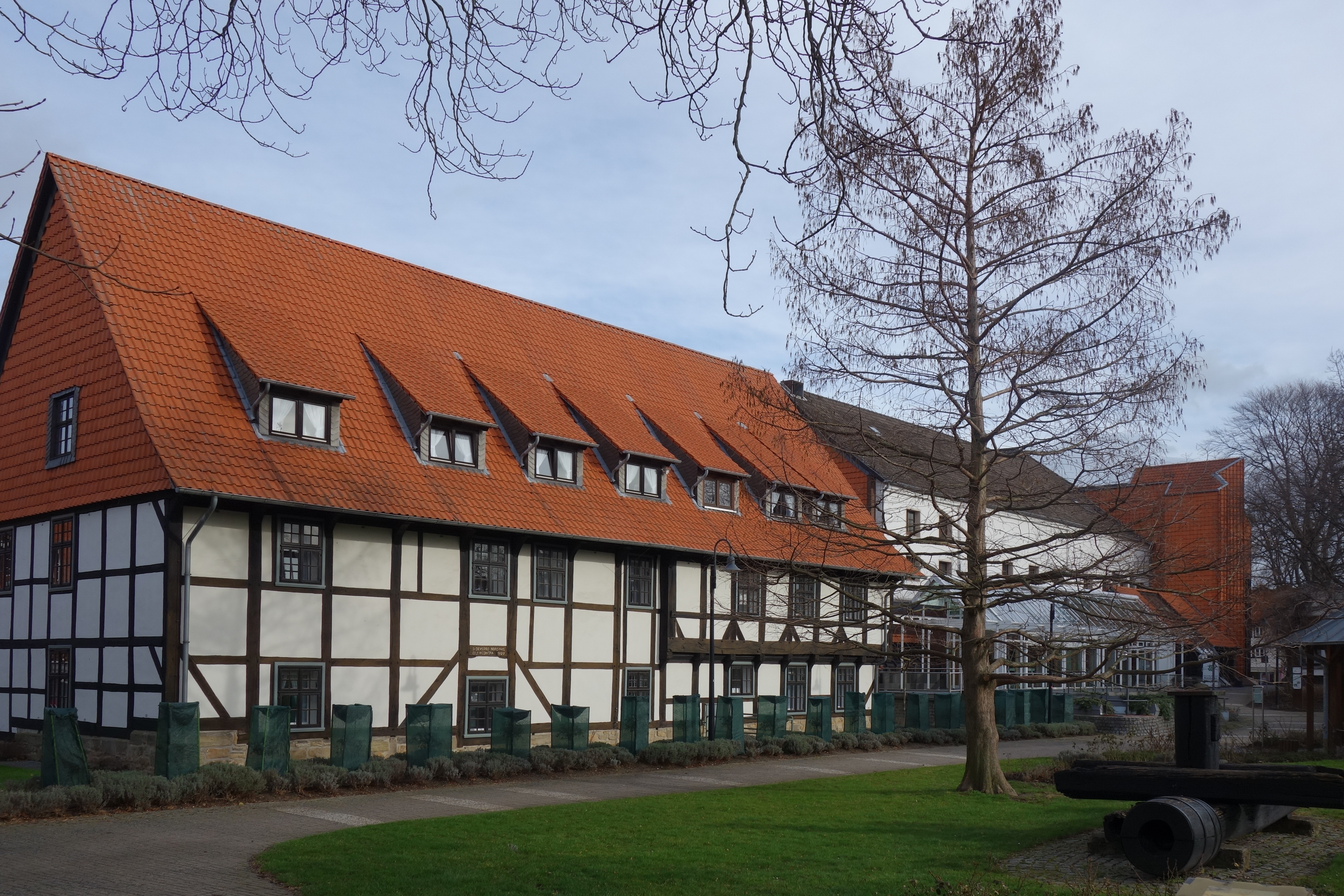
Achterzijde Hotel Ratskeller, SZ-Bad
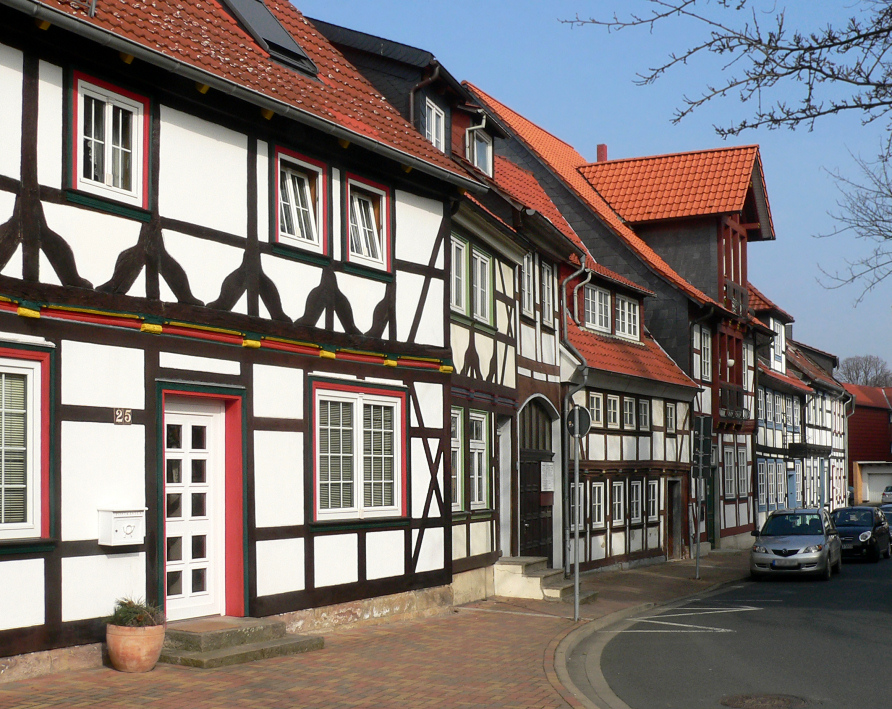
Oude huisjes in SZ-Bad
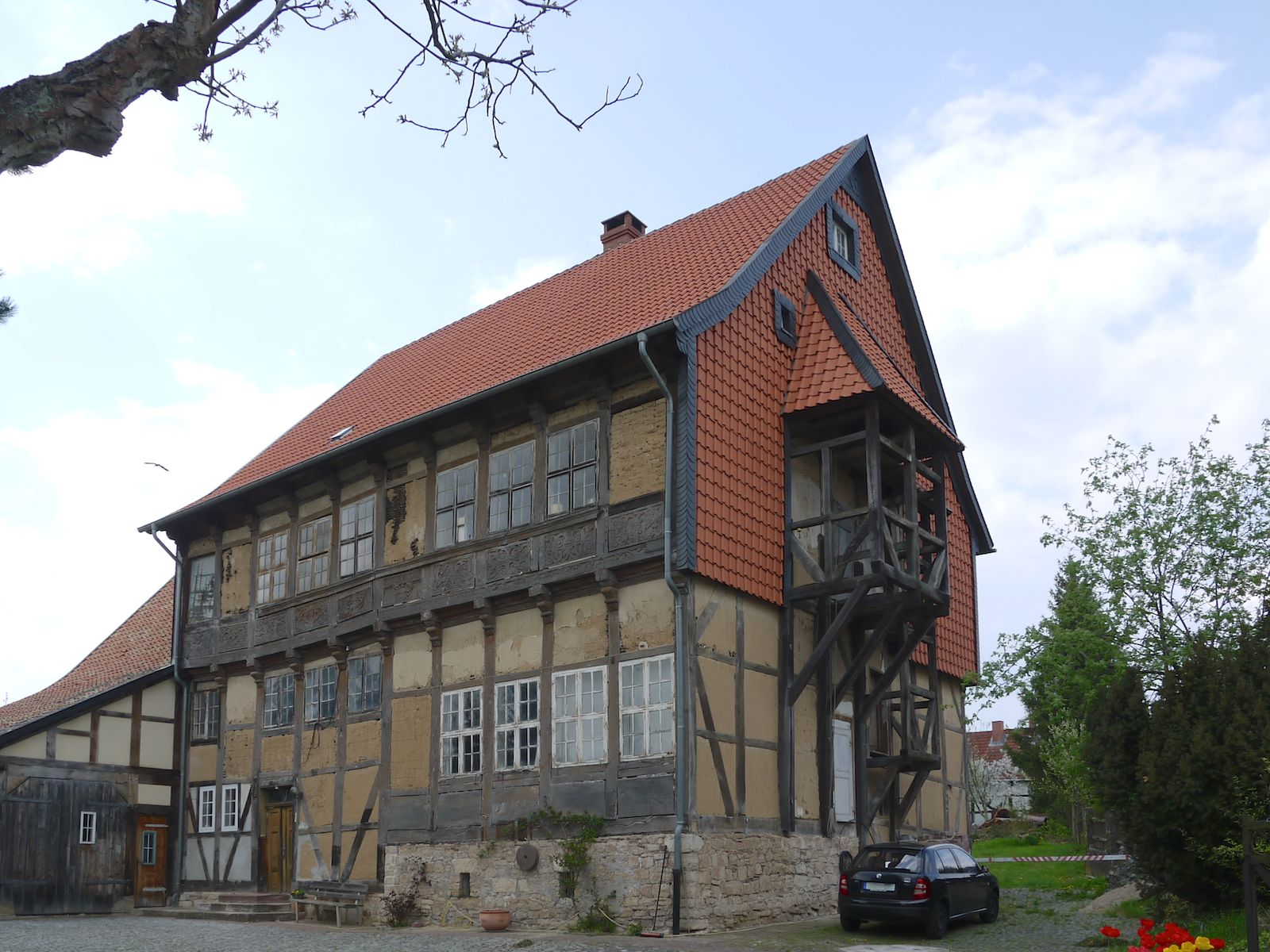
Lattemannhaus[11], Gebhardshagen
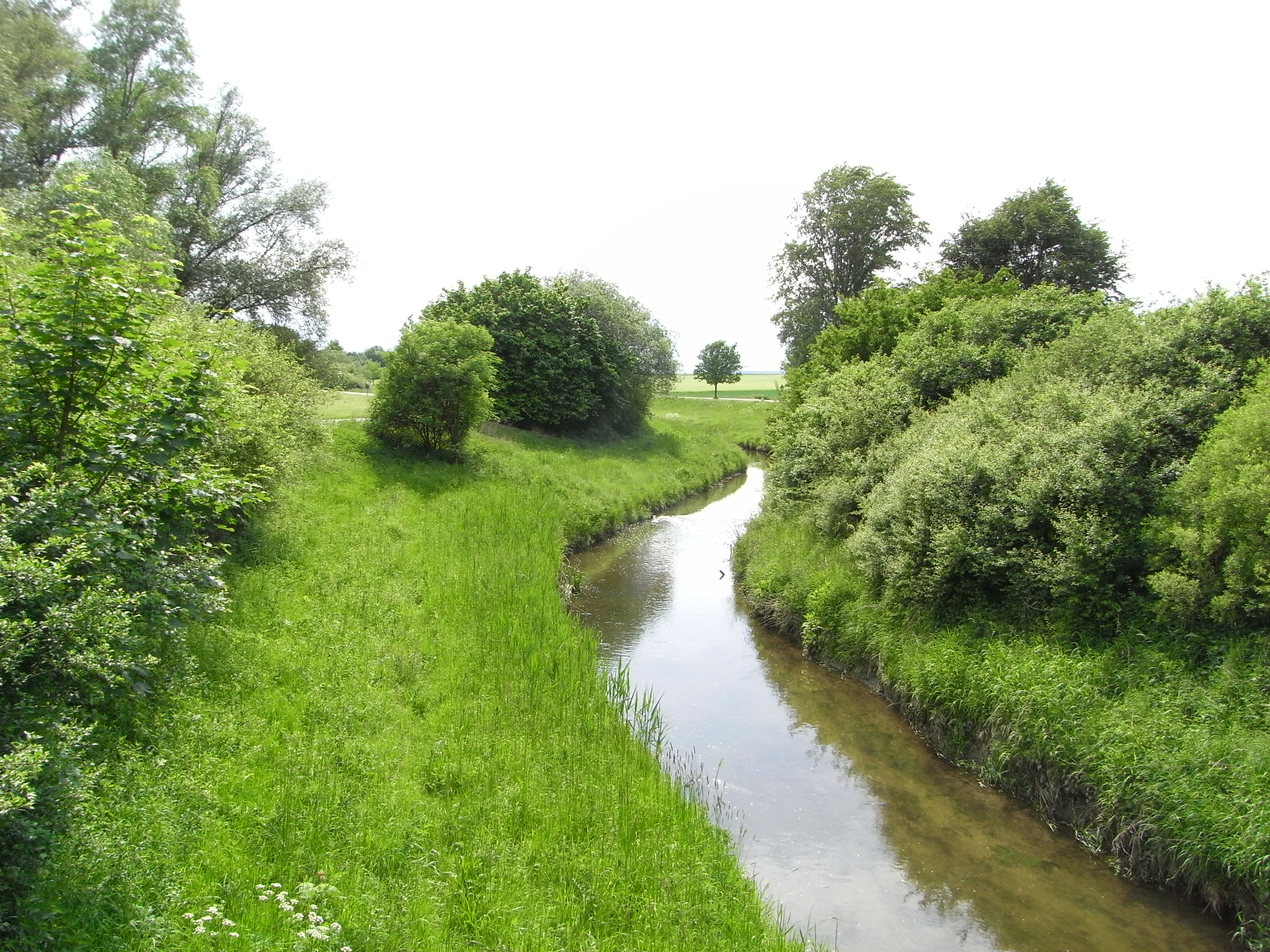
De Fuhse bij Reppner, gemeente Salzgitter
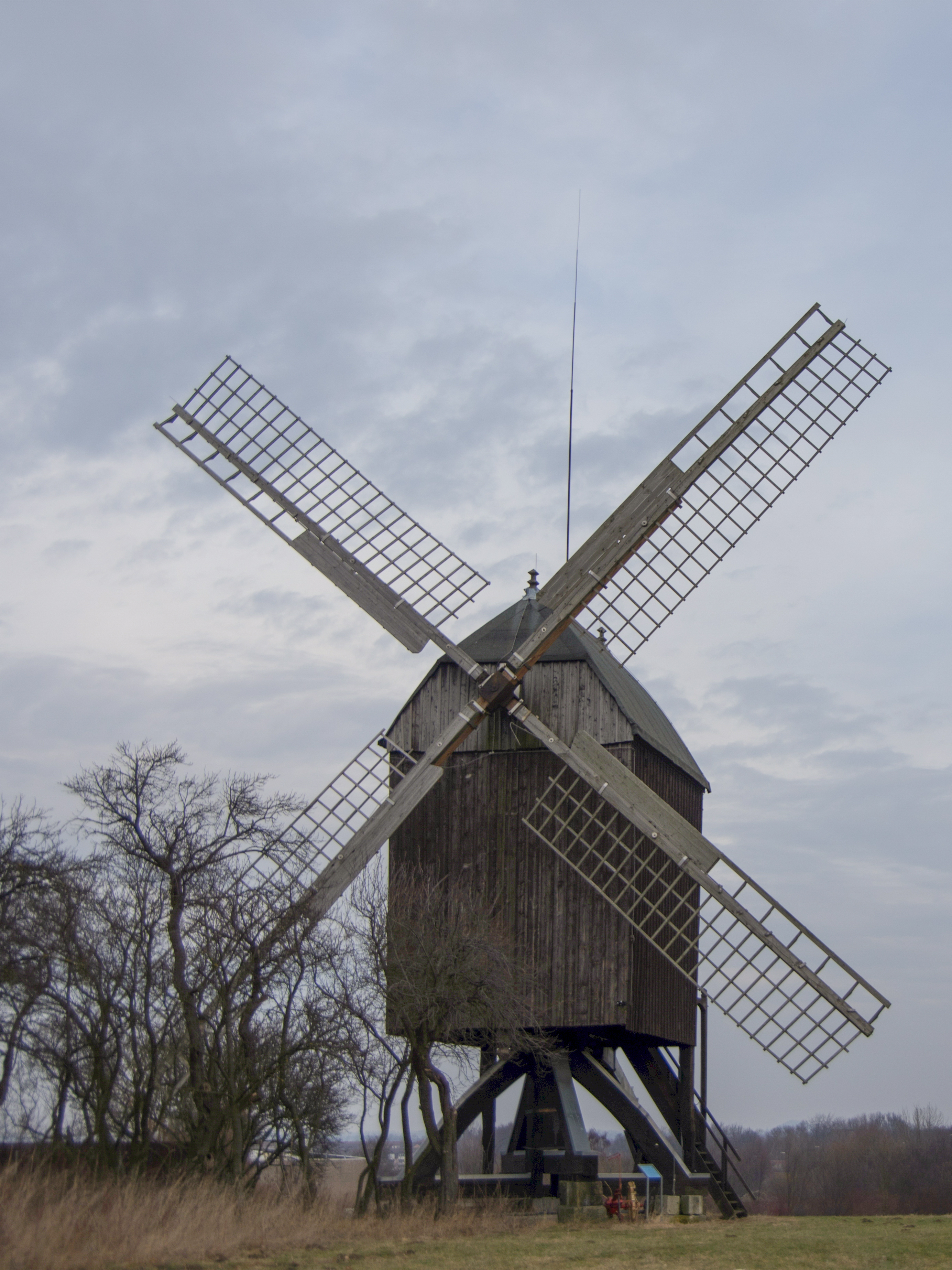
Standerdmolen (1810), SZ-Lichtenberg
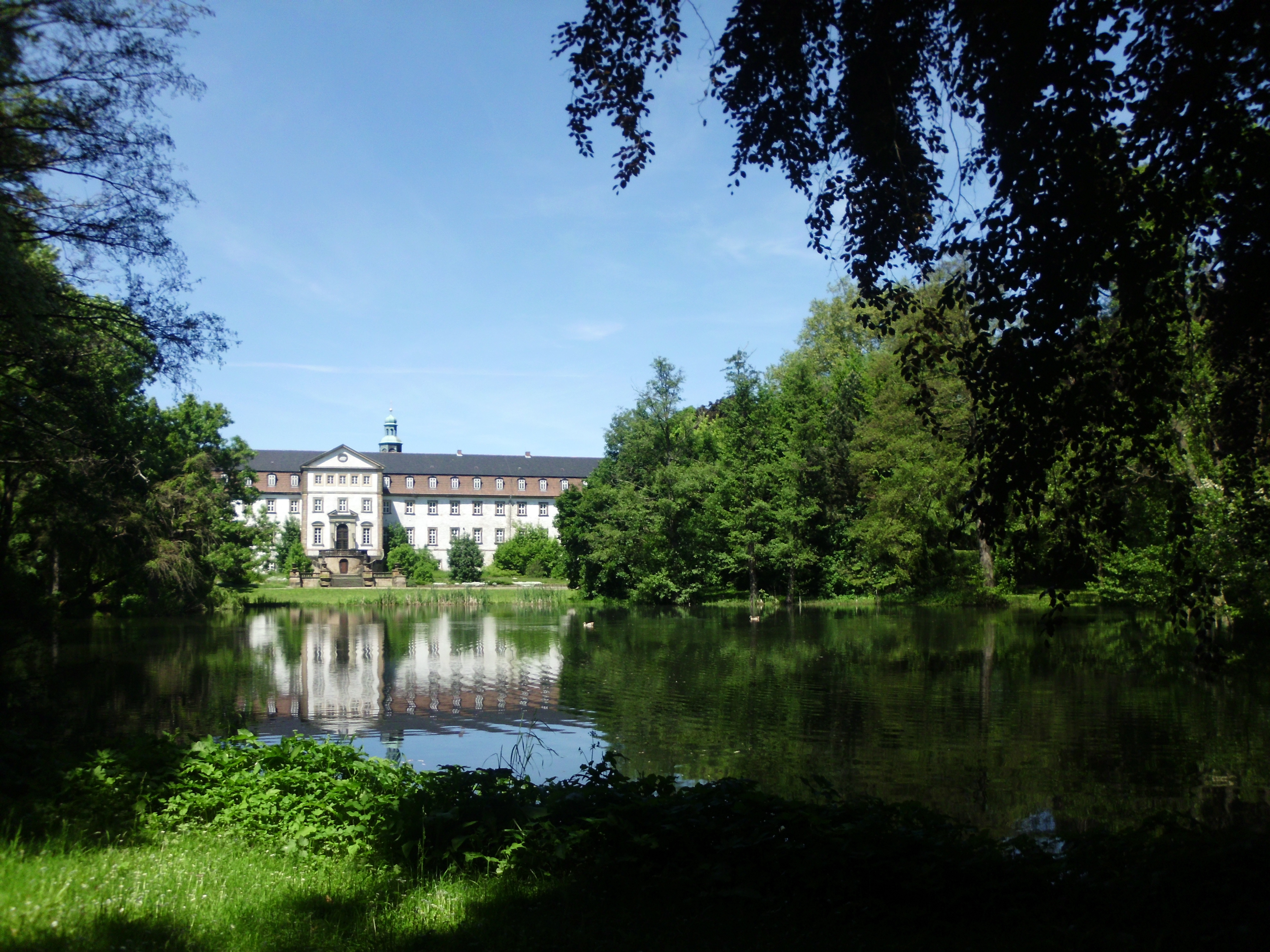
Kasteel Ringelheim
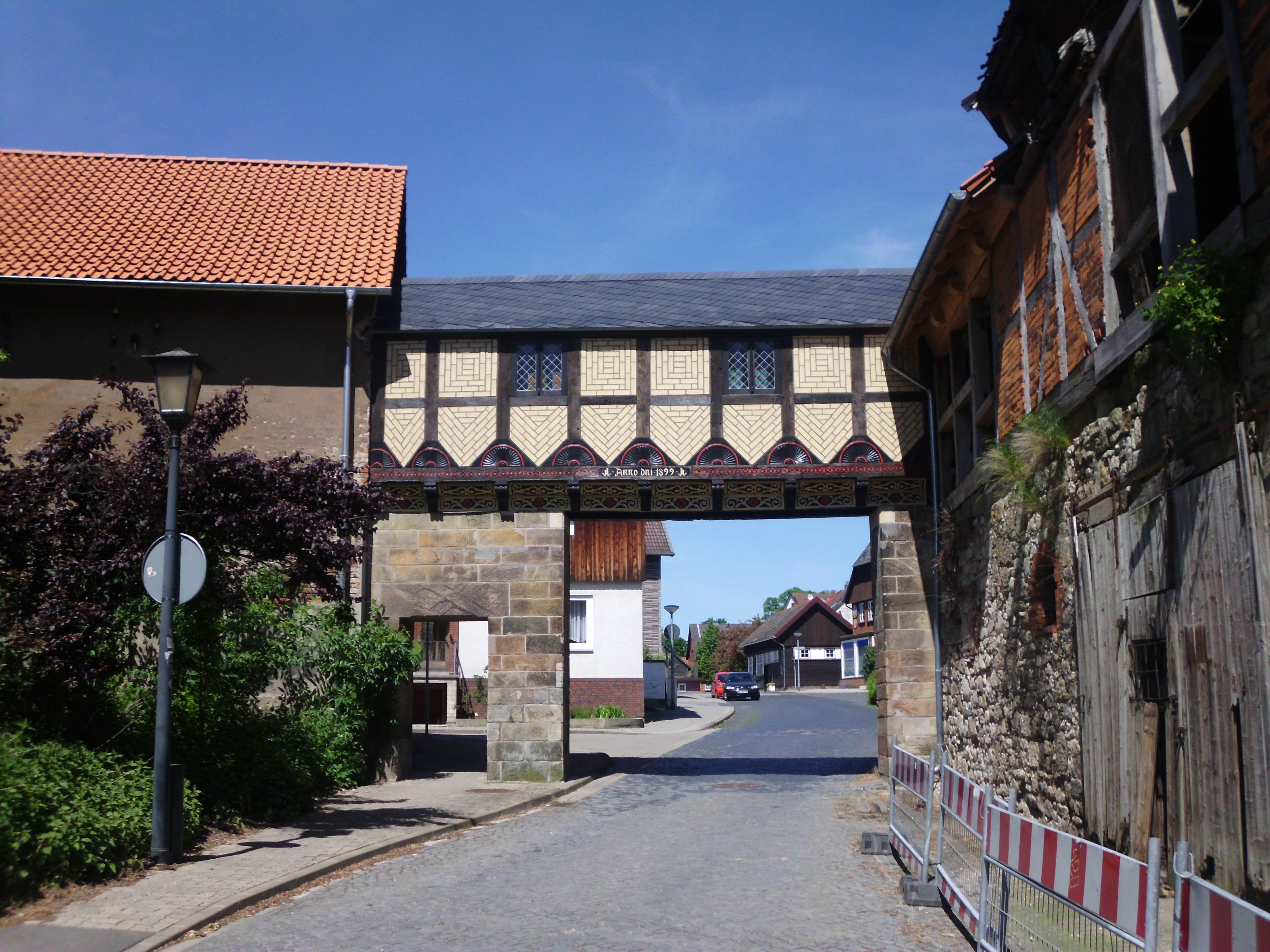
Aangrenzend poortje Korngang
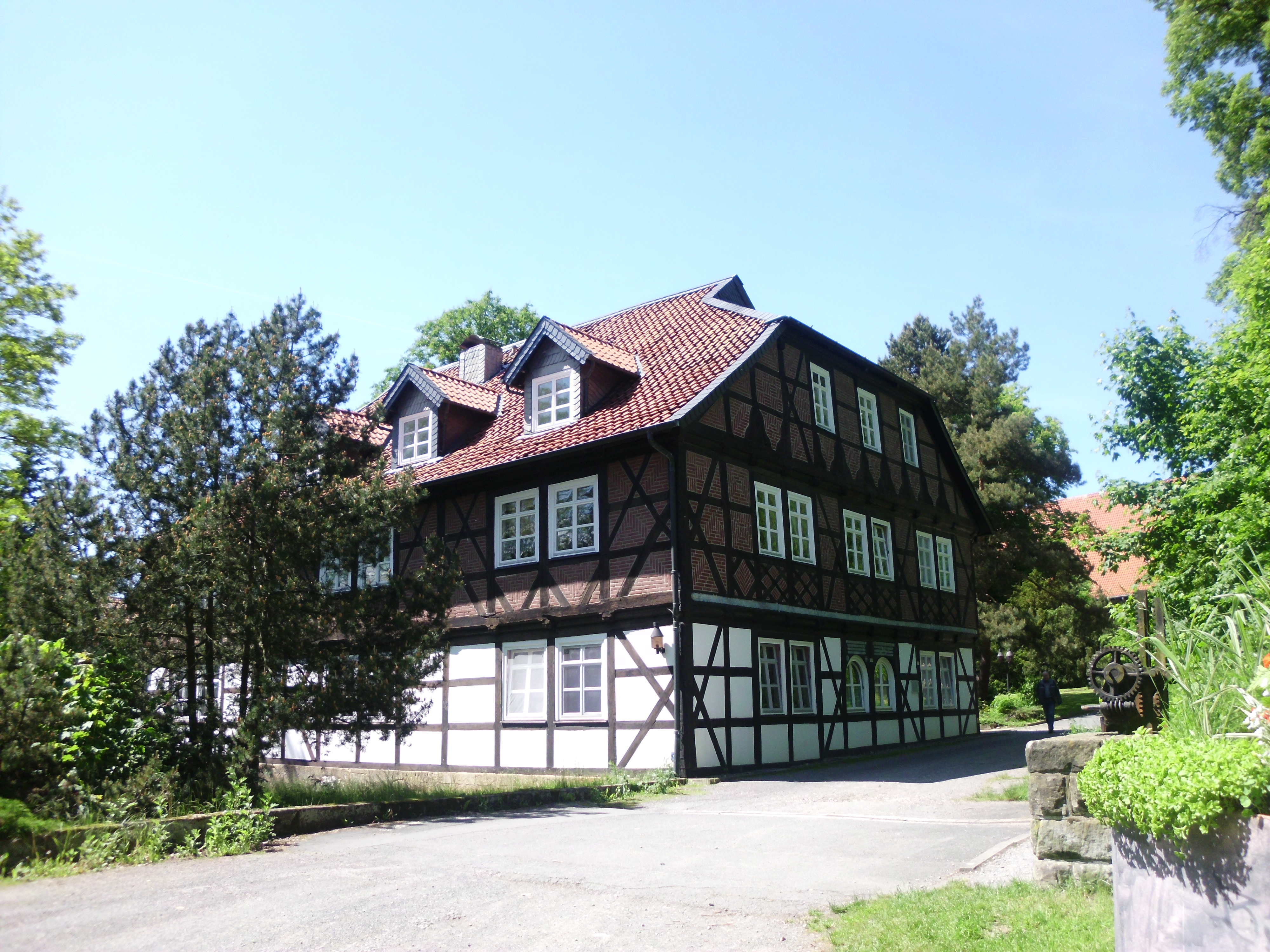
Watermolen kasteel Ringelheim
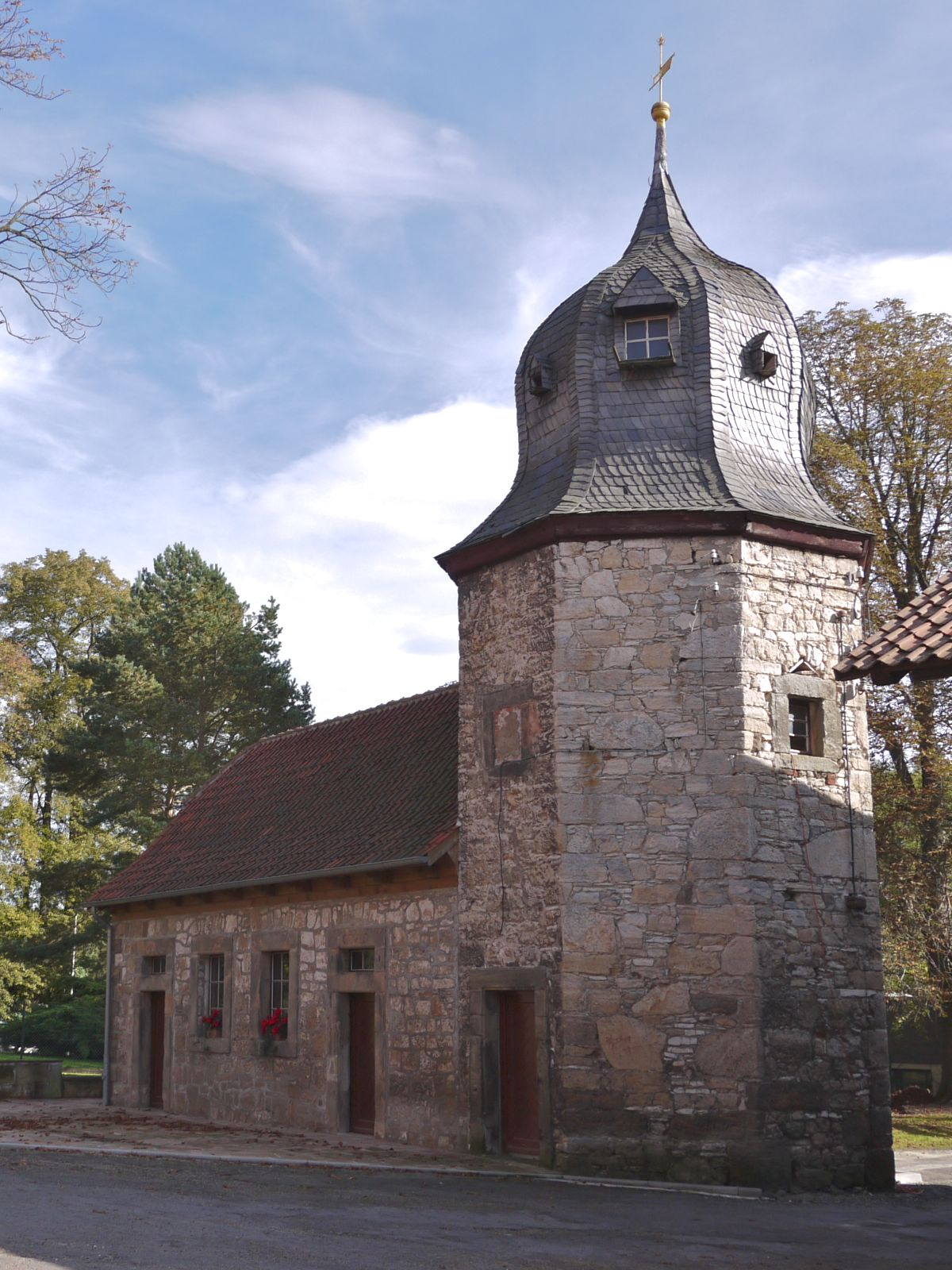
18e-eeuwse duiventoren kloosterhof Ringelheim

## Partnergemeenten
De stad Salzgitter onderhoudt jumelages met:
- Imatra, Finland, sedert 1970; niet officieel schriftelijk bekrachtigd
- Swindon, Engeland, sedert 1975
- Créteil, Frankrijk, sedert 1980
- Stary Oskol, Rusland, sedert 1987
- Gotha, Thüringen, sedert 1988

- Katowice, Polen, vriendschapsband sedert 1951